# Martin-Baker

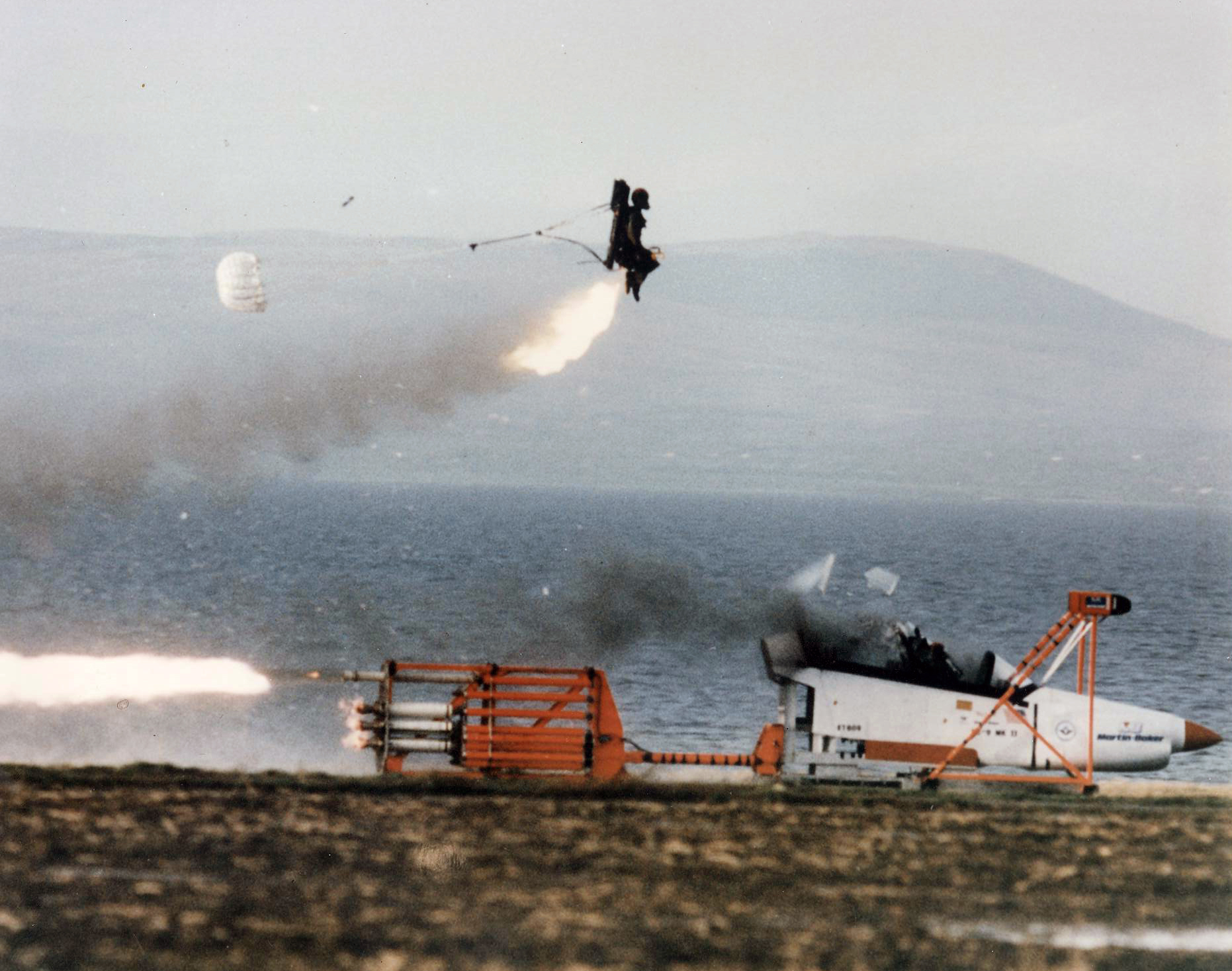
Наземные испытания кресел «Мартин-Бейкер»

Мартин-Бейкер Эйркрафт (англ. Martin-Baker Aircraft Co Ltd) — британский производитель кресел для летательных аппаратов, один из пионеров разработки и создании катапультных кресел.

## История
Основана в 1929 году капитанами Джеймсом Мартином (1893—1981) и Валентайном Бейкером (1888—1942) как бизнес для разработки и производства самолётов.

## Местонахождение
«Мартин-Бейкер» расположена в Хайер-Денхеме, Бакингемшир, Великобритания.

## Продукция

### Летательные аппараты
Разработанные самолёты:
- Автожир, испытывался Раулем Хефнером (Raoul Hafner), позднее Валентайном Бейкером на аэродроме Хестон
- M.B.1 (1935) — двухместный лёгкий самолёт
- M.B.2 (1938) — прототип истребителя с двигателем Napier
- M.B.3 (1942) — прототип истребителя с шестью 20-мм пушками British Hispano. На этом самолёте в ходе испытательного полёта разбился сооснователь компании «Вал» Бейкер. После смерти друга и компаньона, потрясённый Мартин решил более серьёзно подойти к обеспечению безопасности полёта, что стало стимулом к дальнейшему усовершенствованию средств аварийного покидания самолёта.
- M.B.4 (1943) — проект истребителя с двигателем Griffon, отменён на стадии проработки
- M.B.5 (1944) — проект истребителя с двигателем Griffon, с двумя соосными пропеллерами
- M.B.6 (1945) — проект истребителя с «пружинной» катапультой
- M.B.7 (1946) «Black Bess» — концепт послевоенного высокоскоростного истребителя, отменён в 1947.

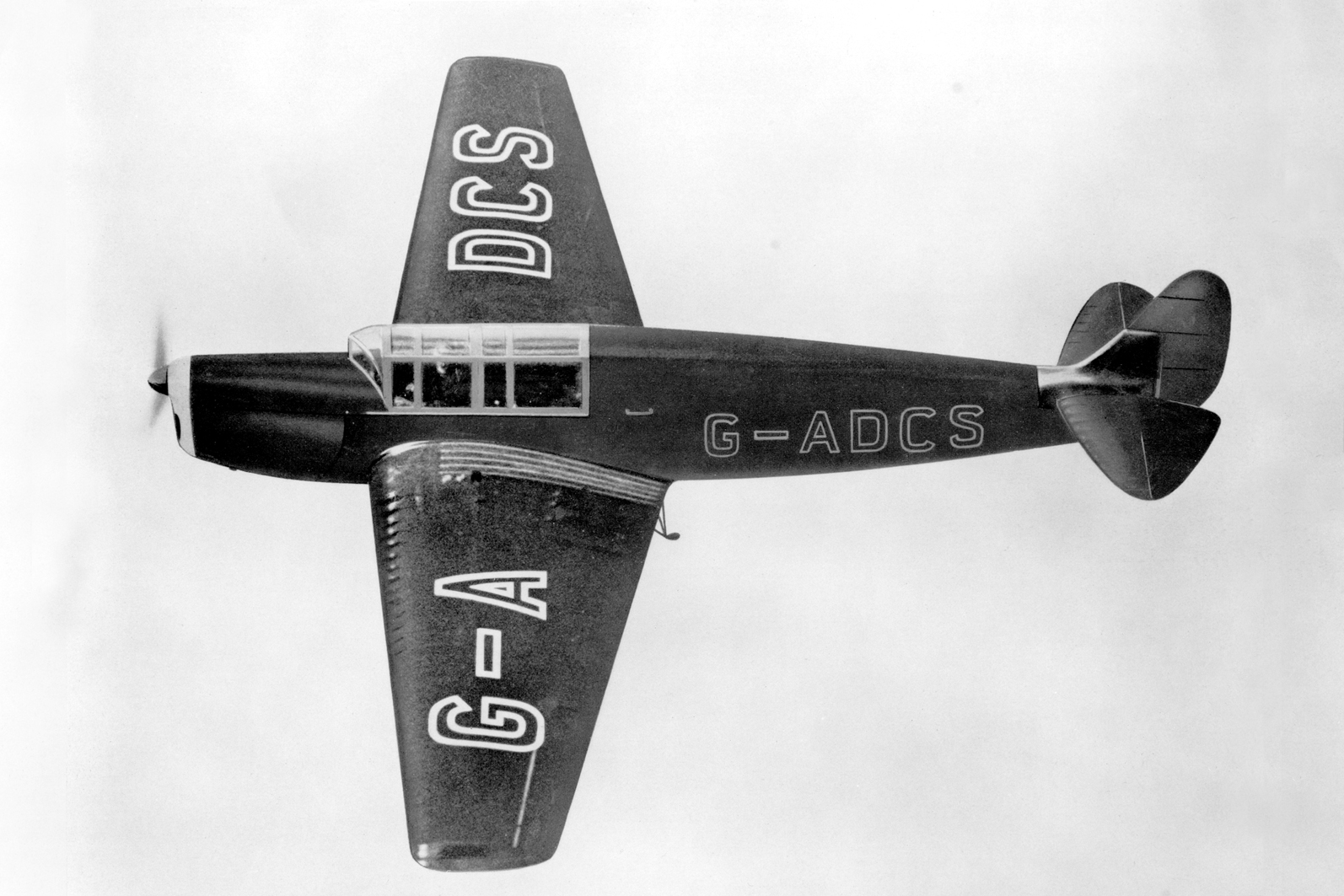
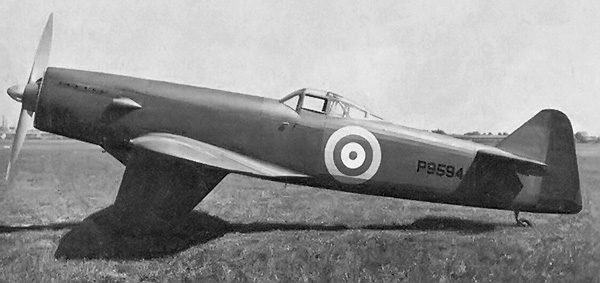
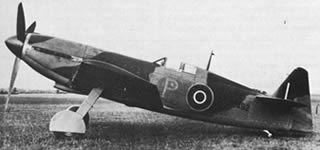
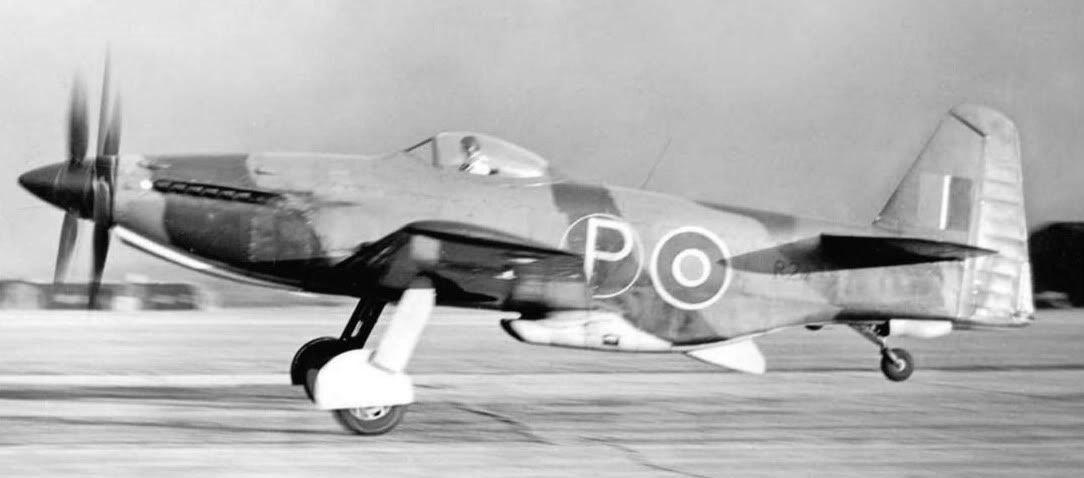

### Аварийно-спасательные средства

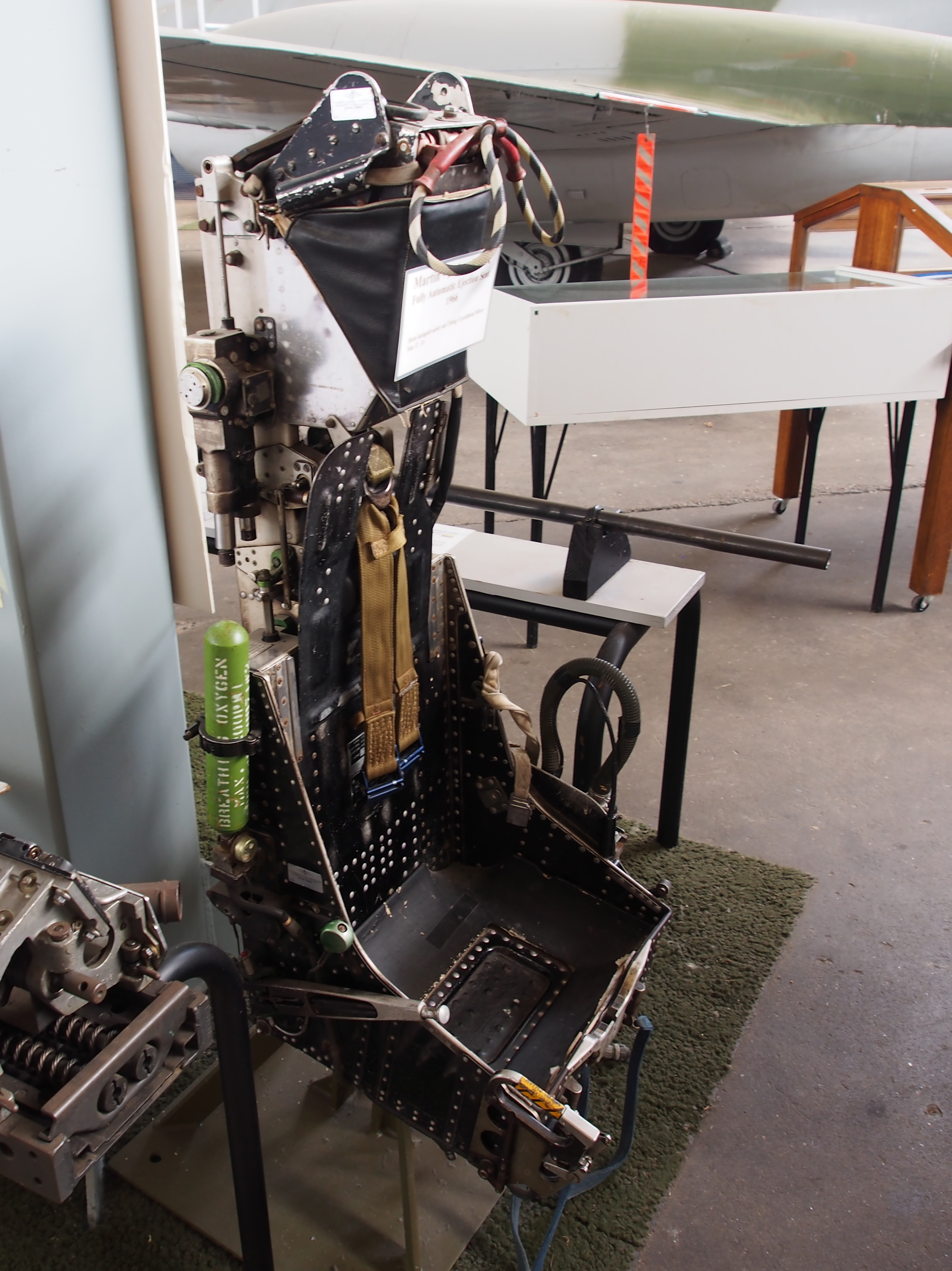
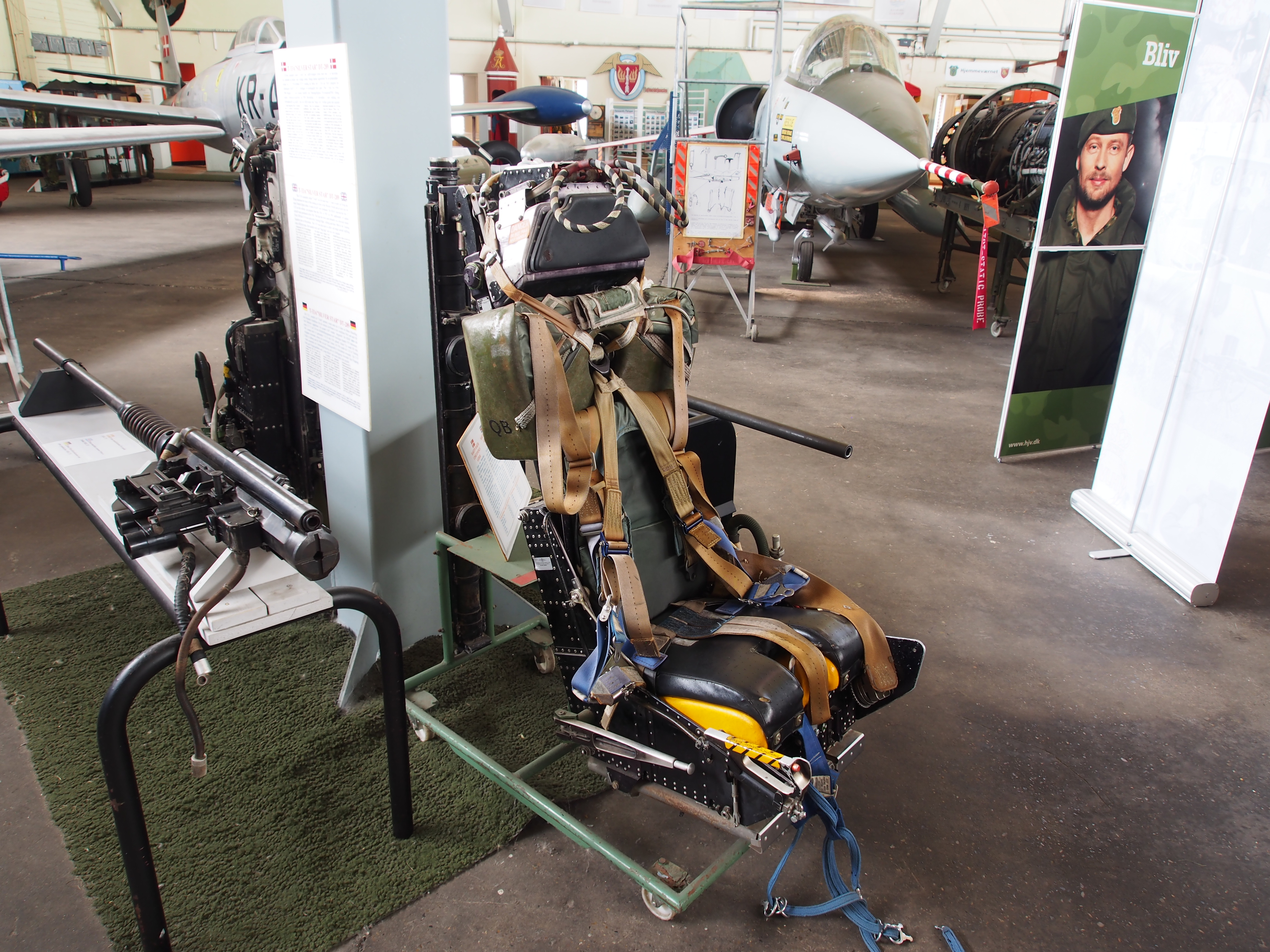
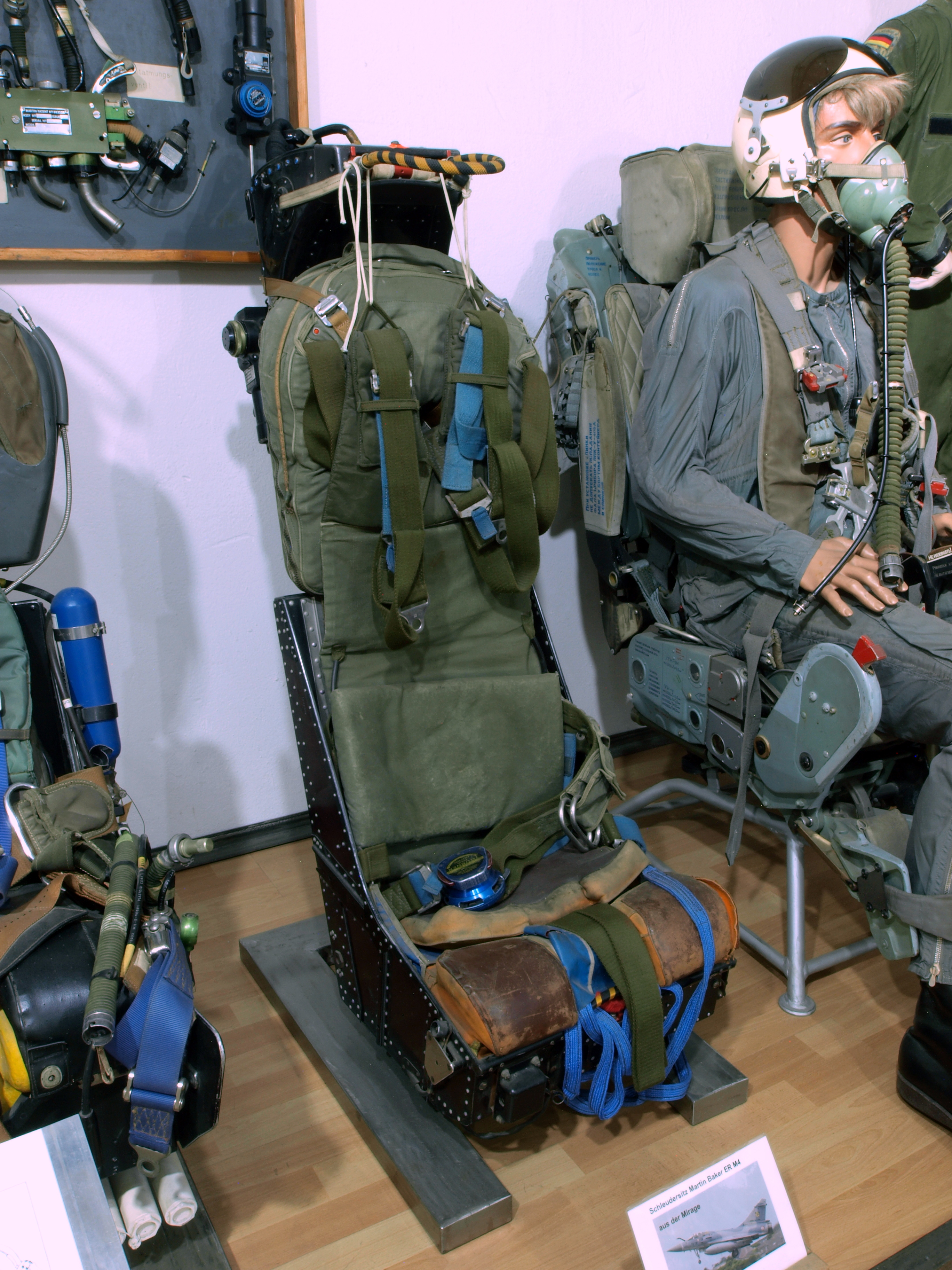
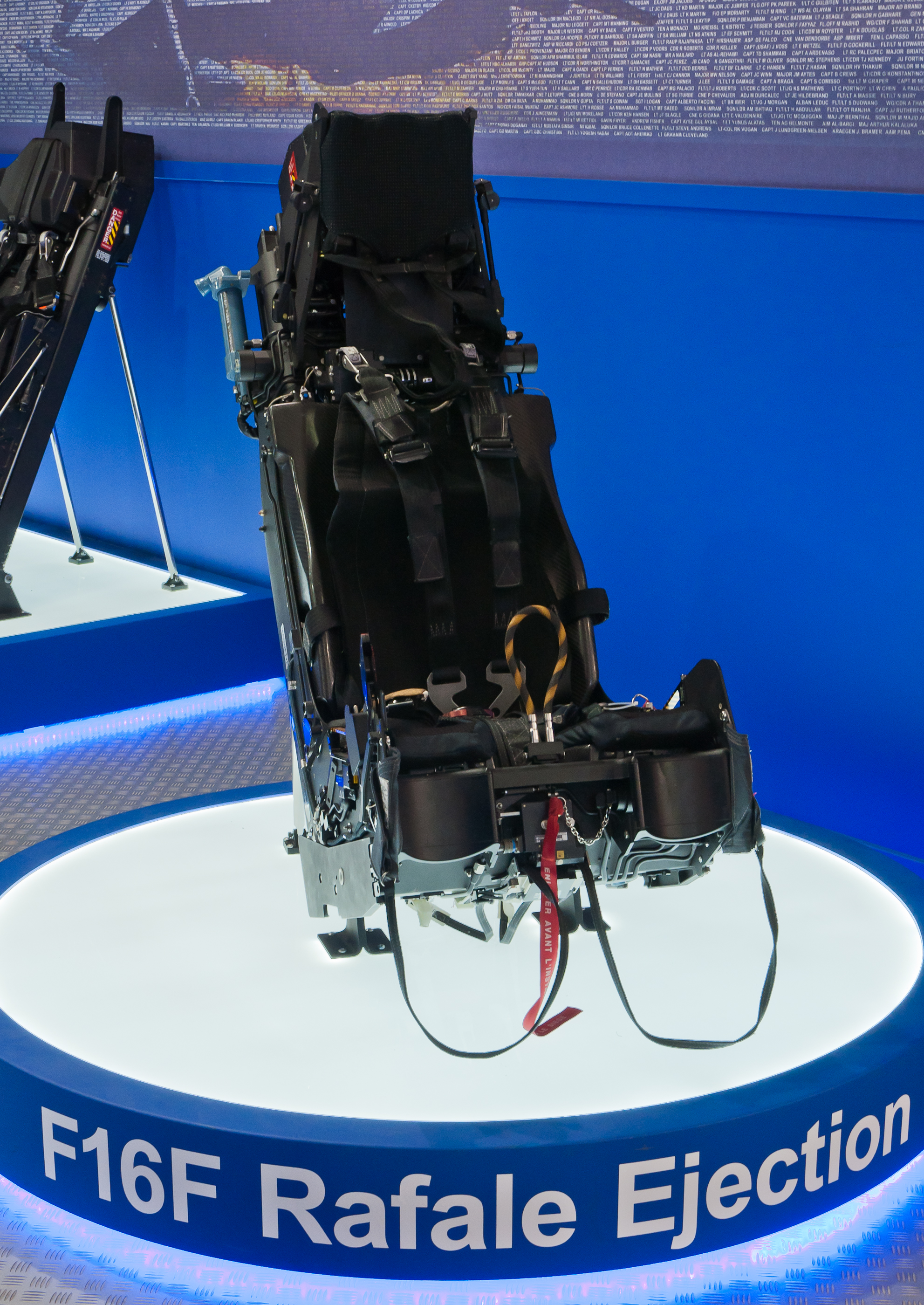
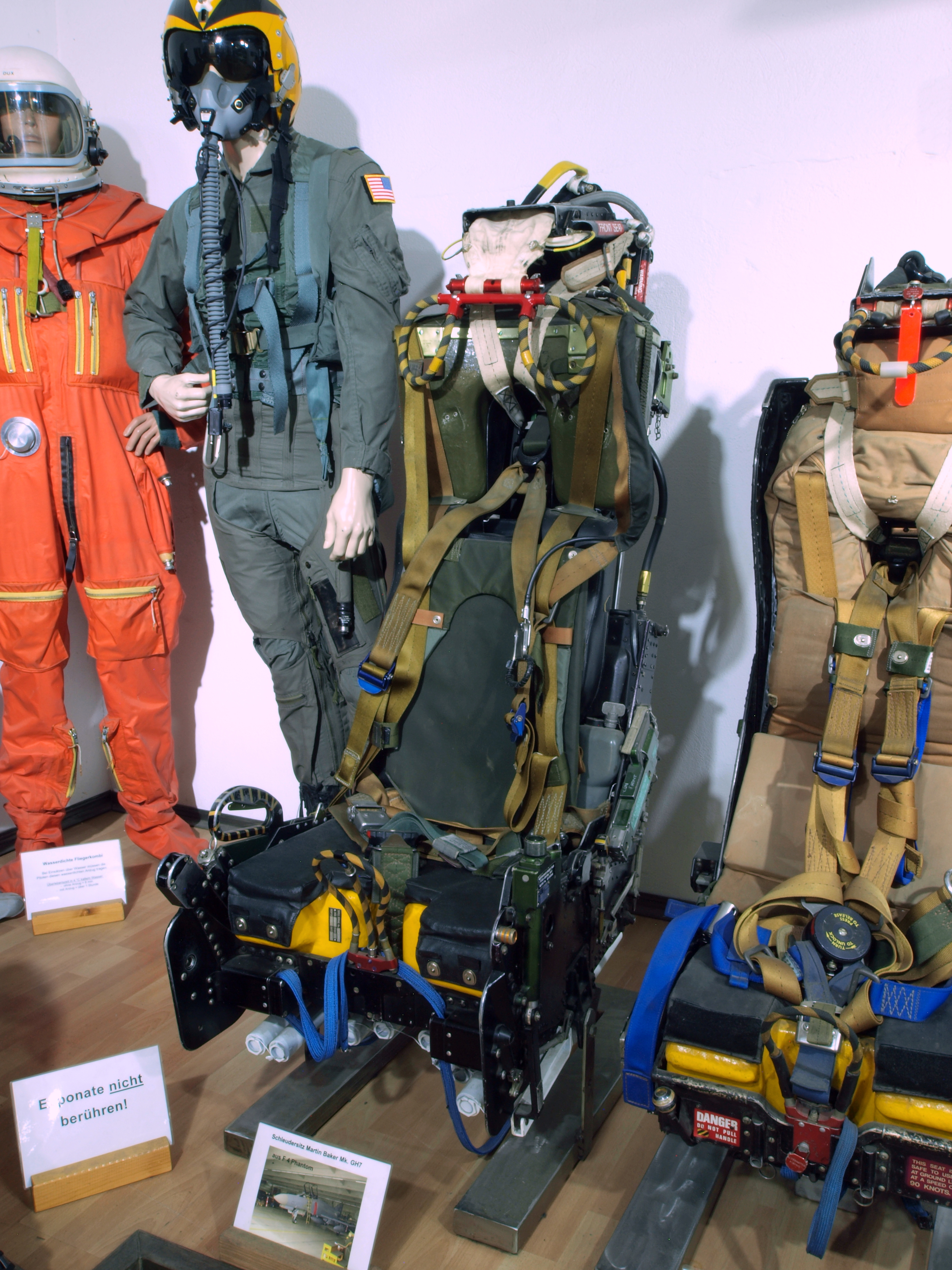
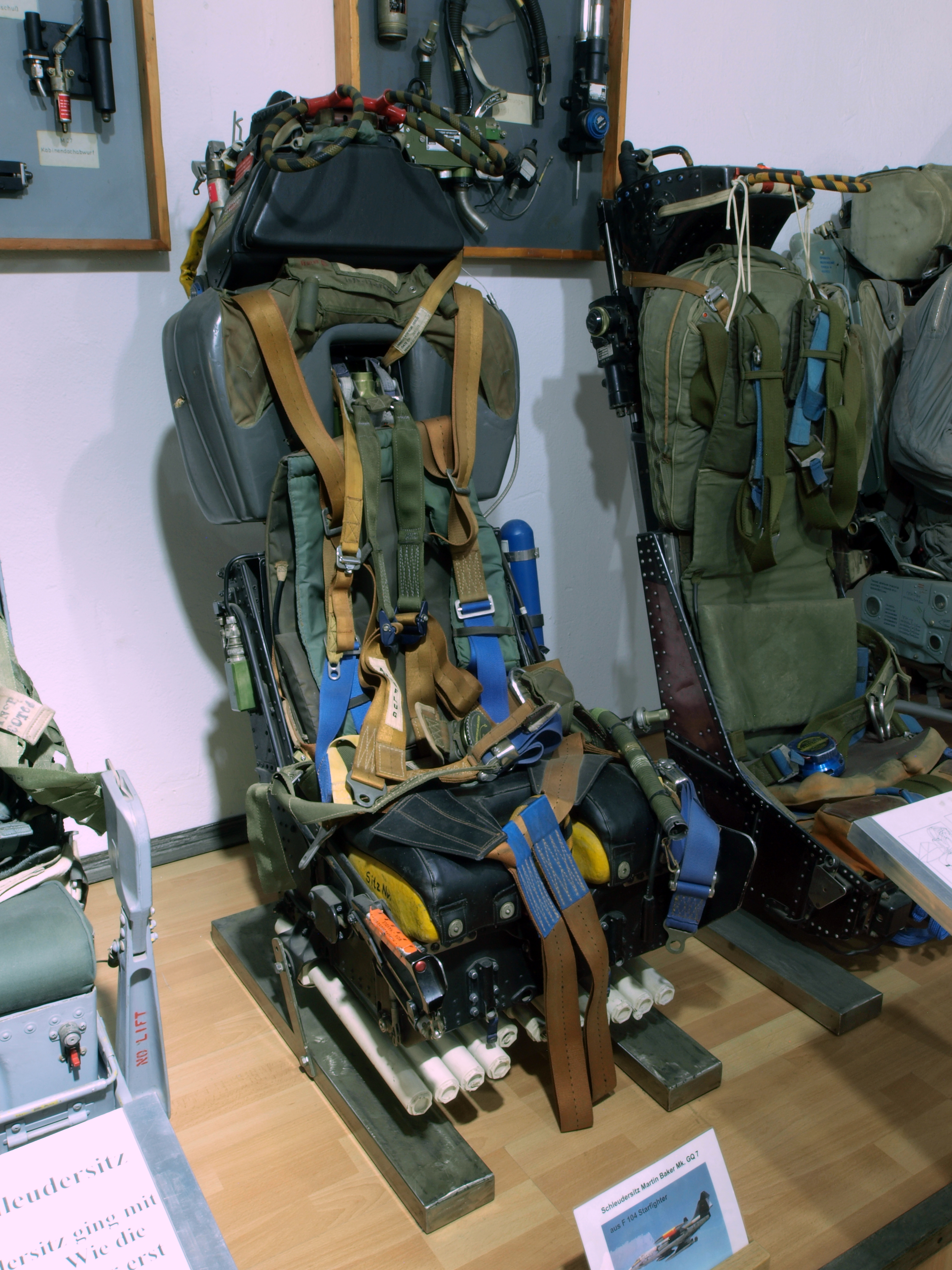
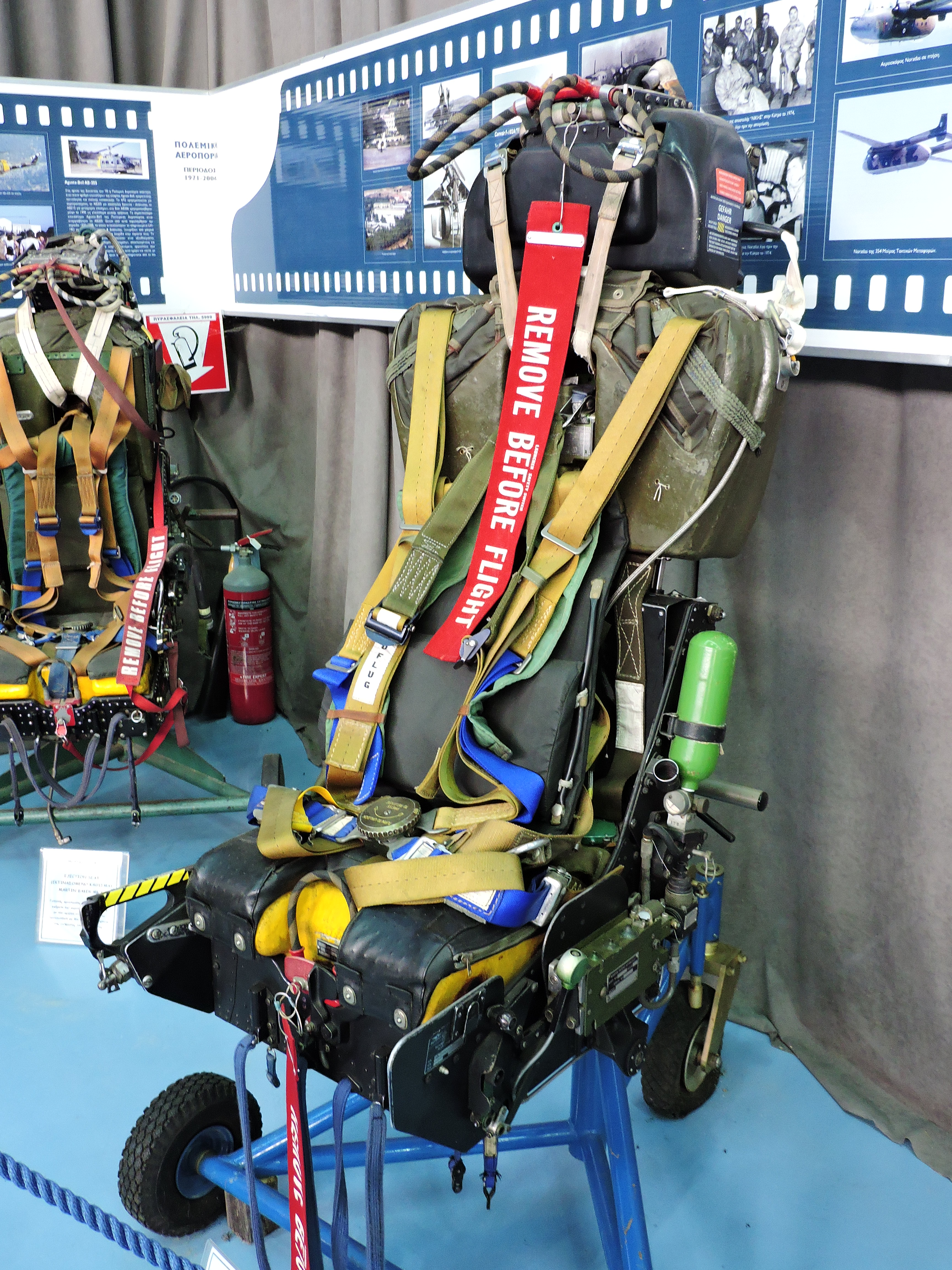
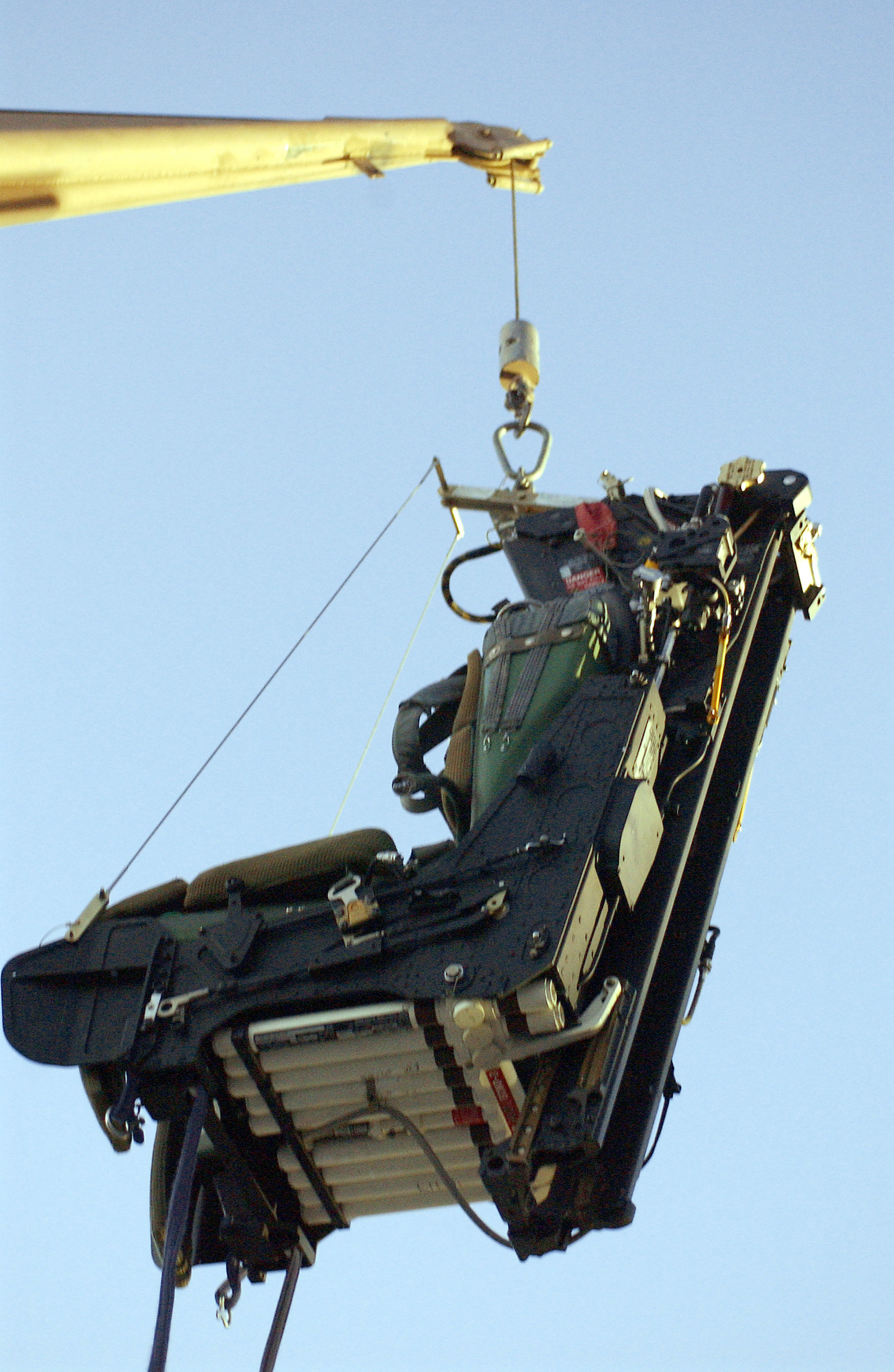
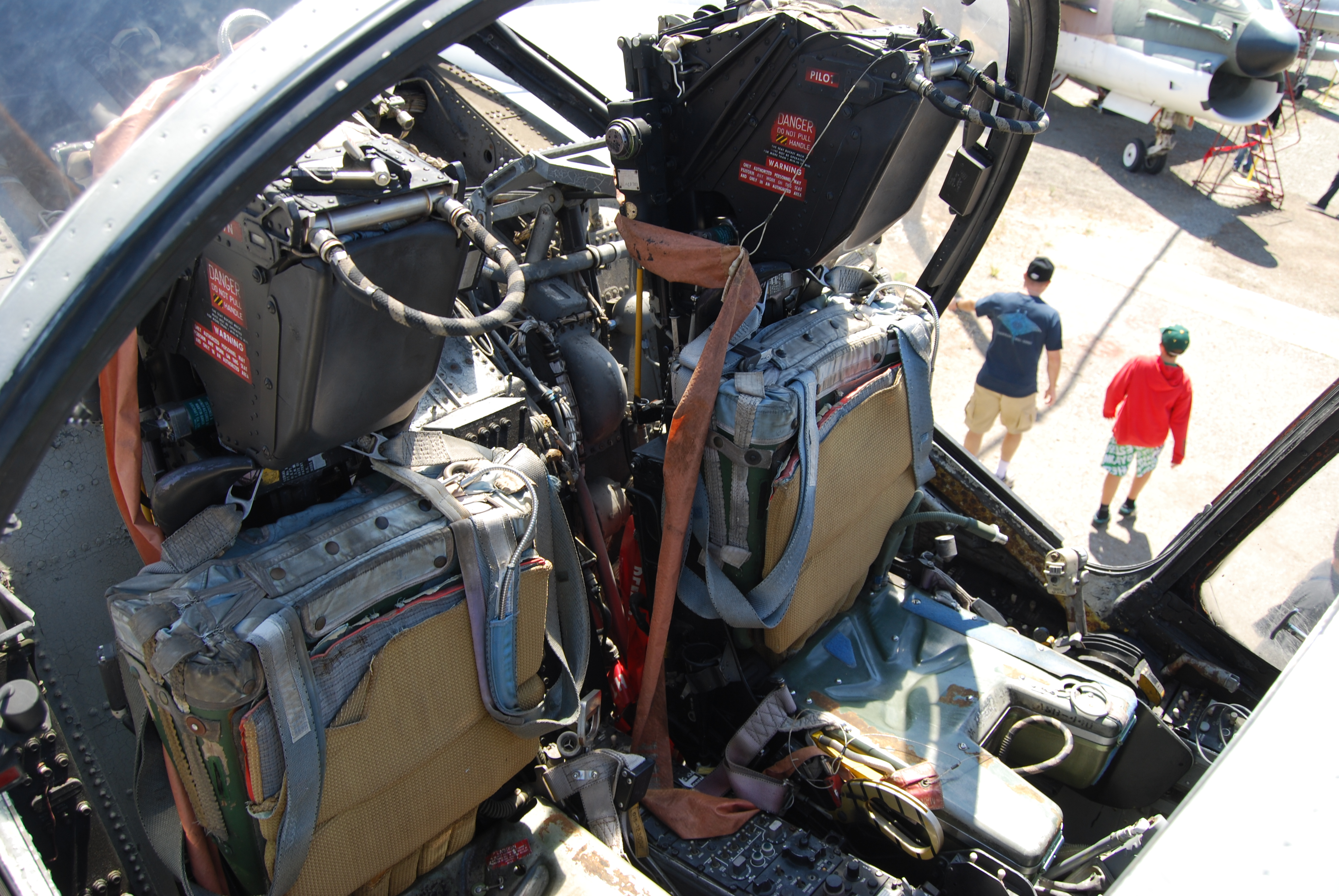
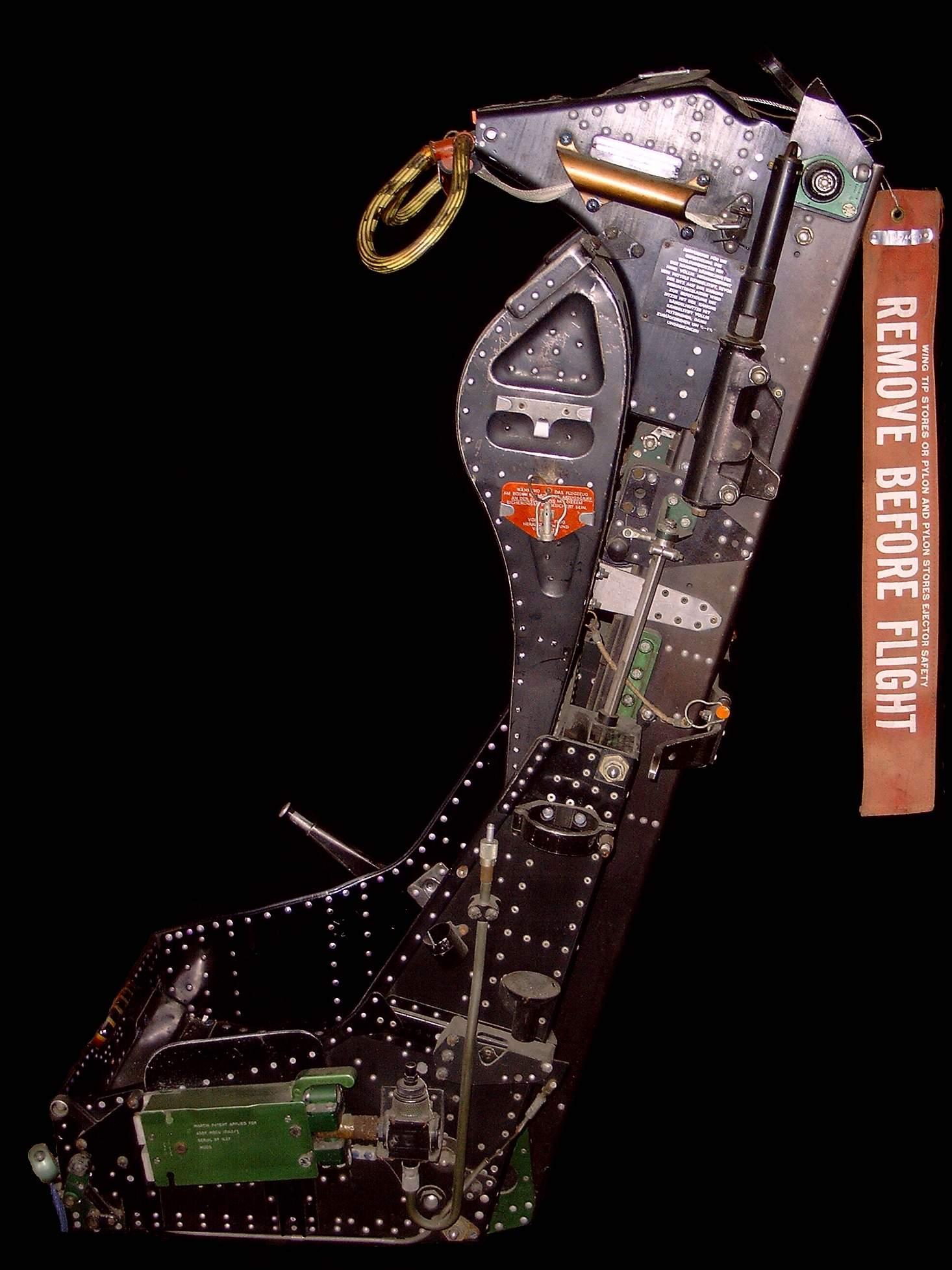
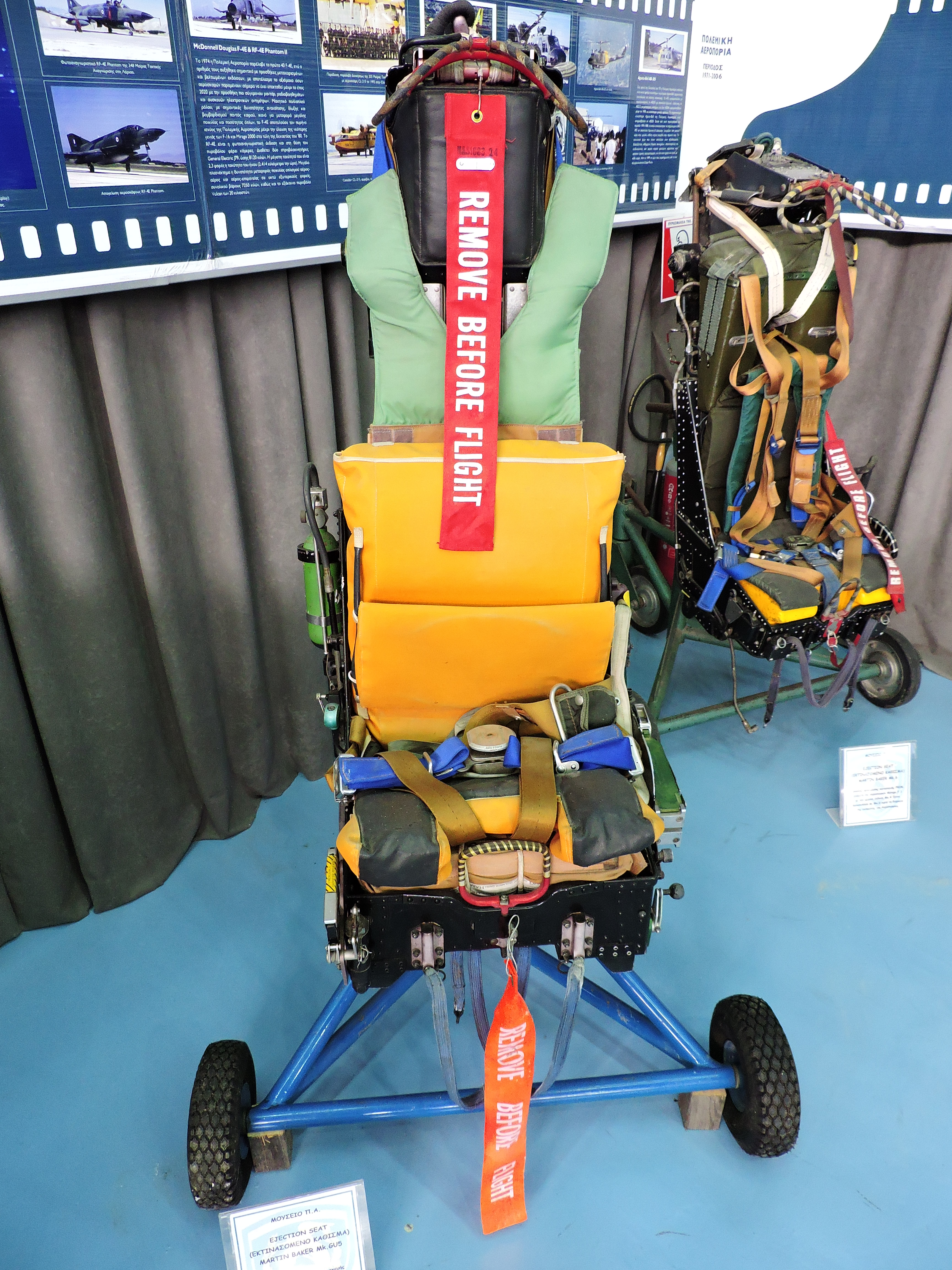
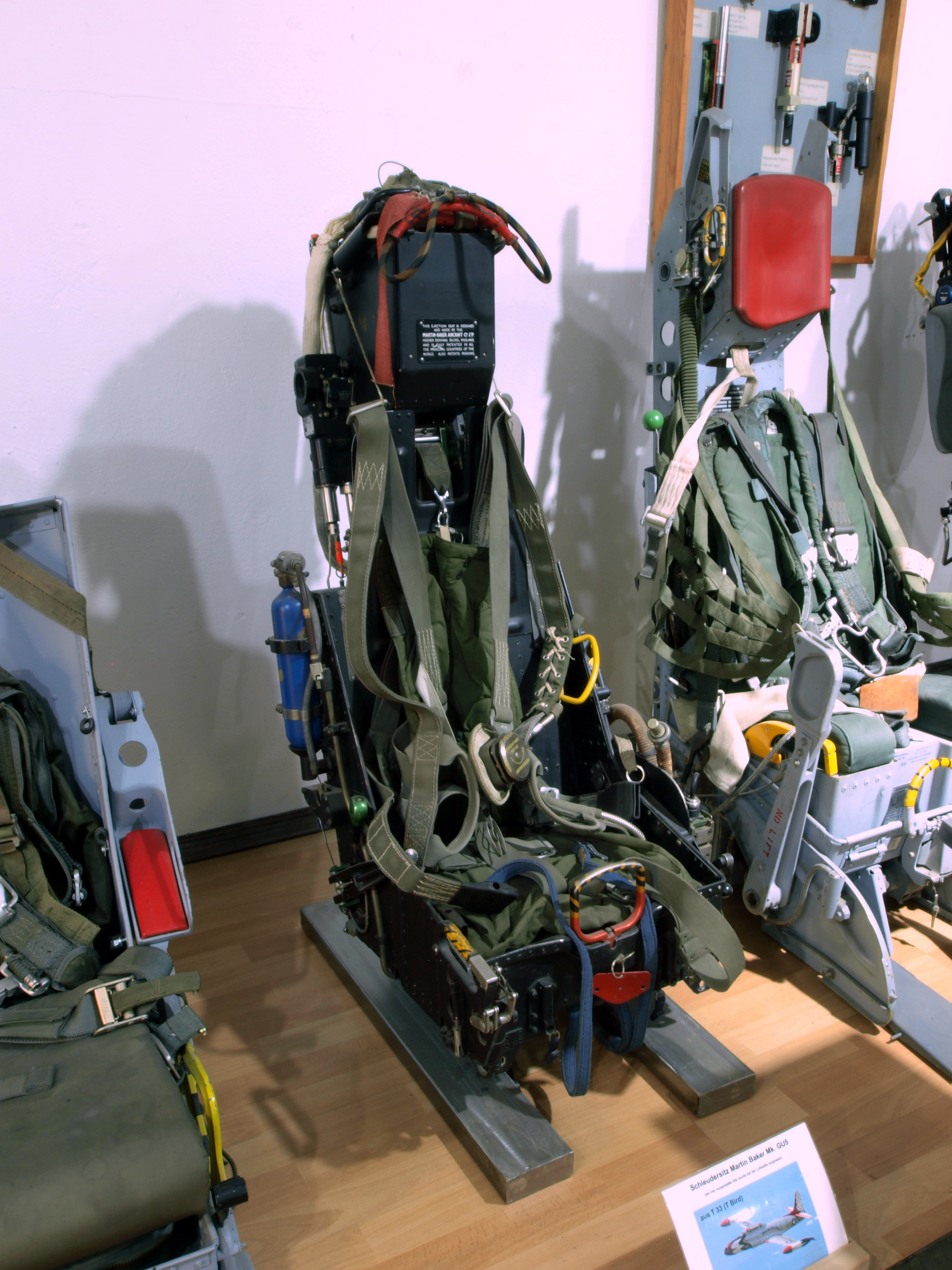
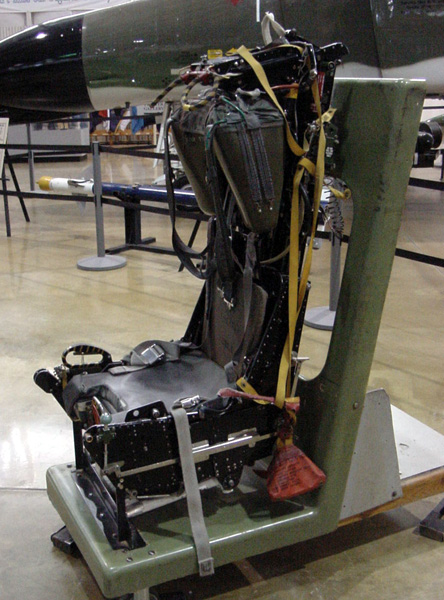
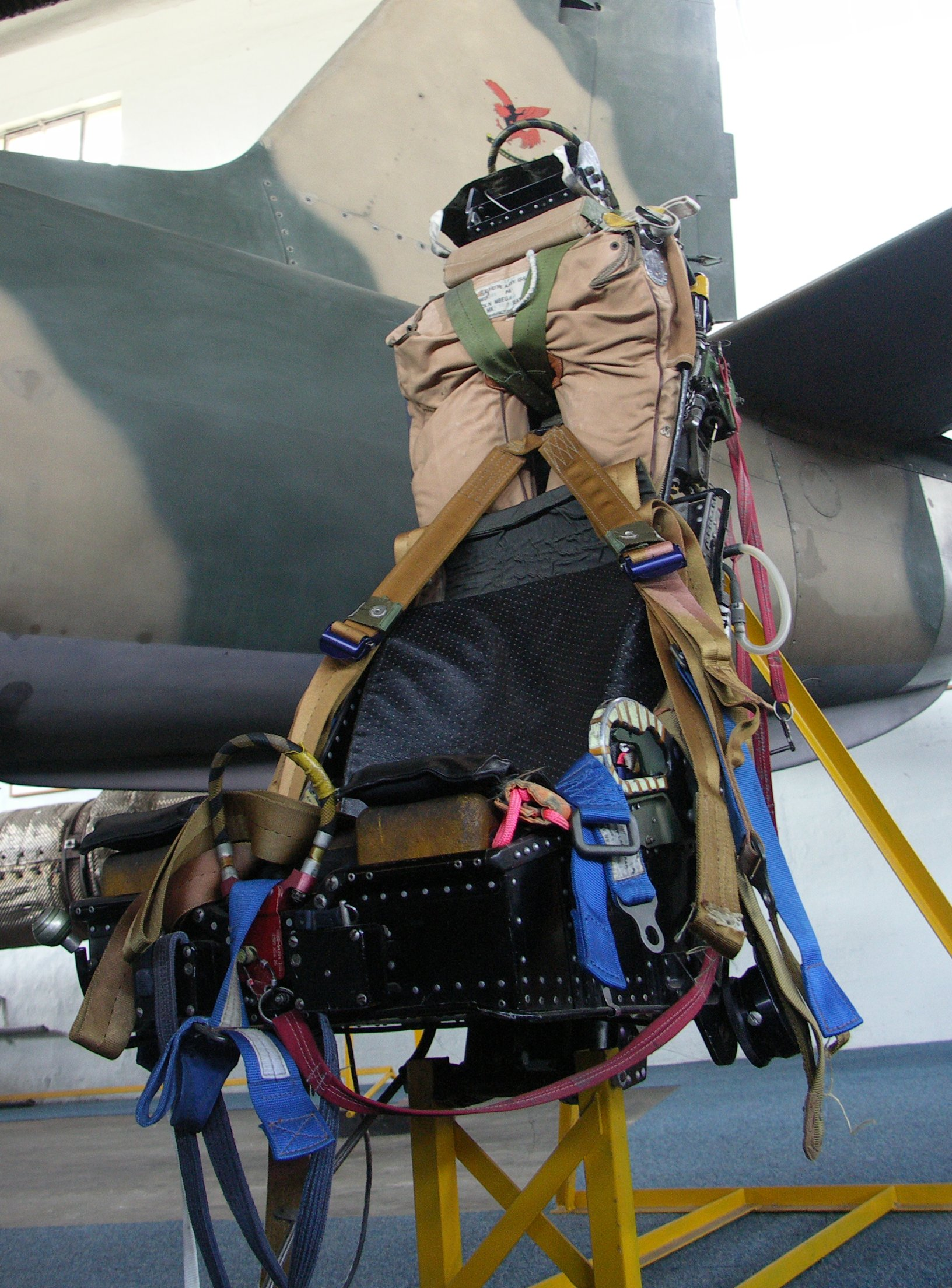

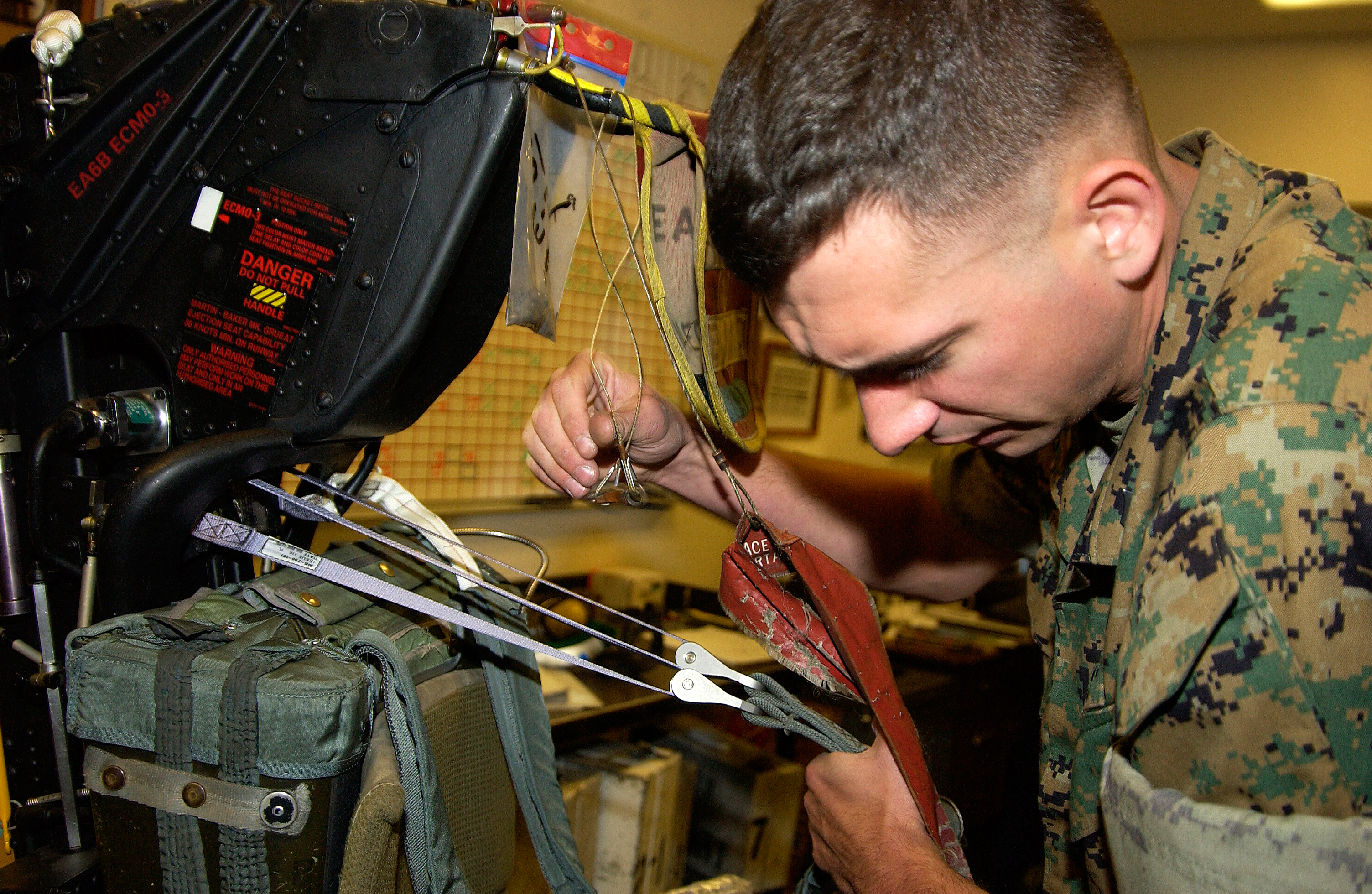
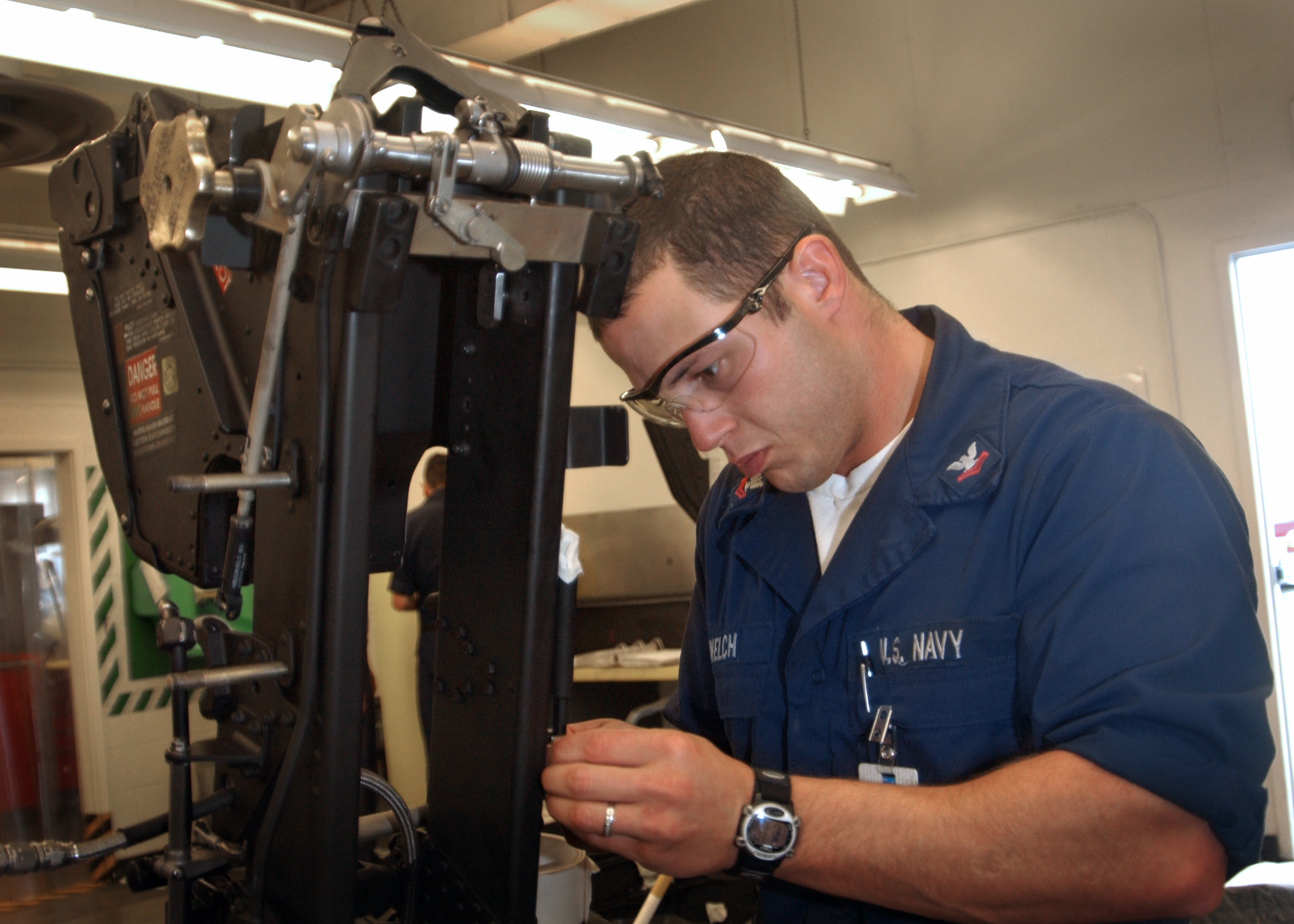

Компания начала разрабатывать тему средств аварийного покидания самолёта (САПС) с 1934 года. В 1944 году Дж. Мартин был приглашён на совещание в Министерстве авиационной промышленности для обсуждения «практичности оборудования истребителей средствами спасения пилота».

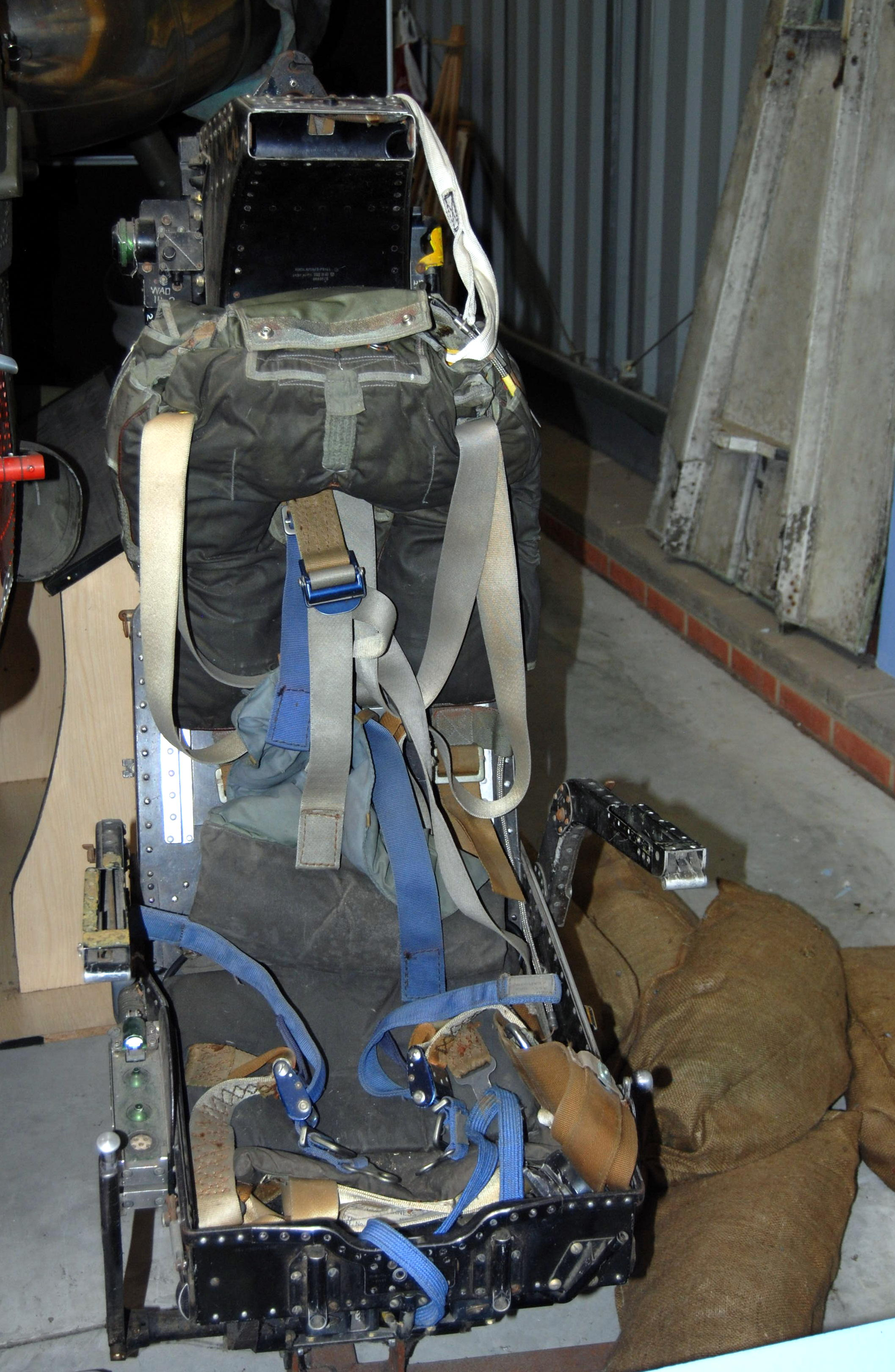
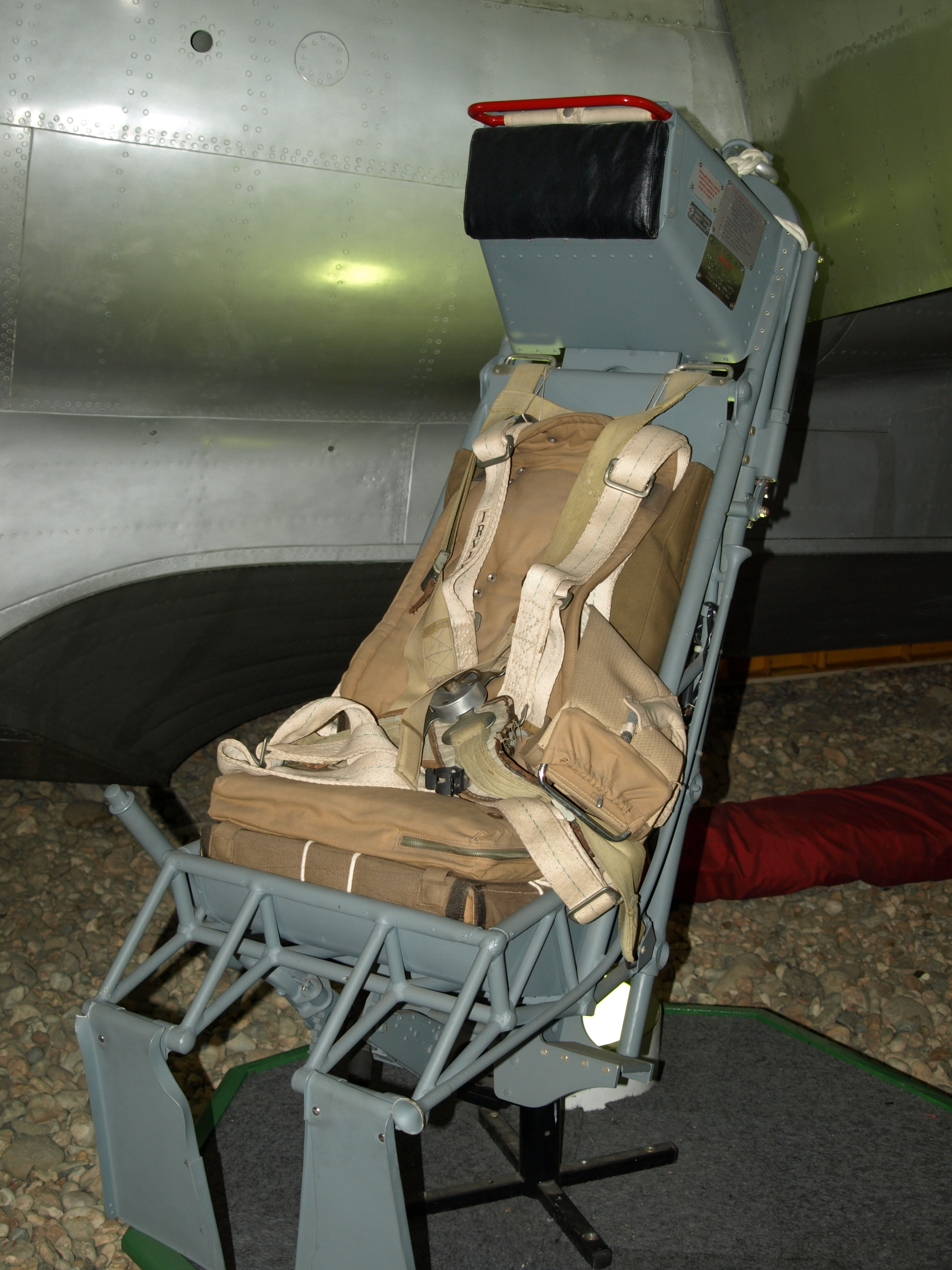
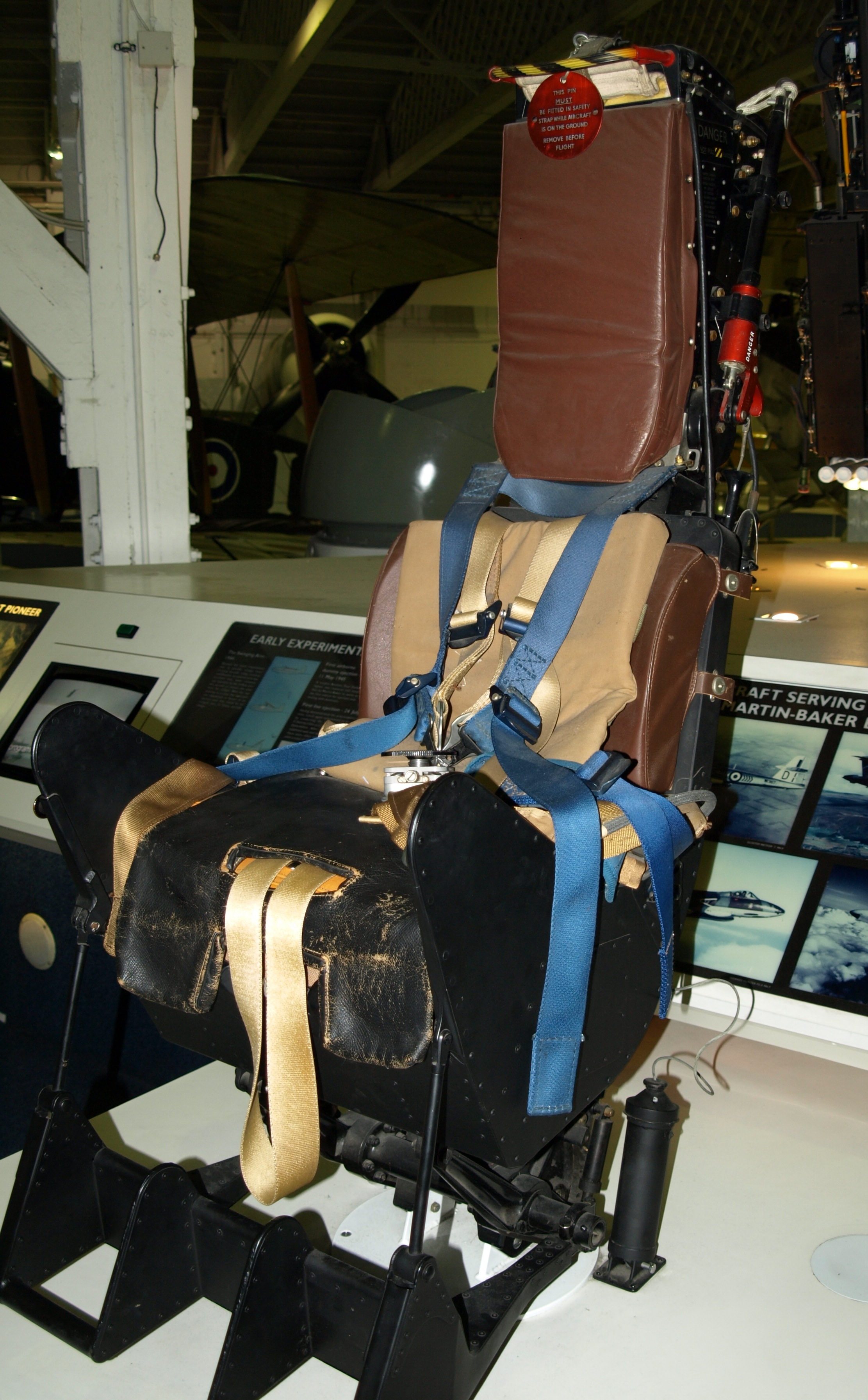
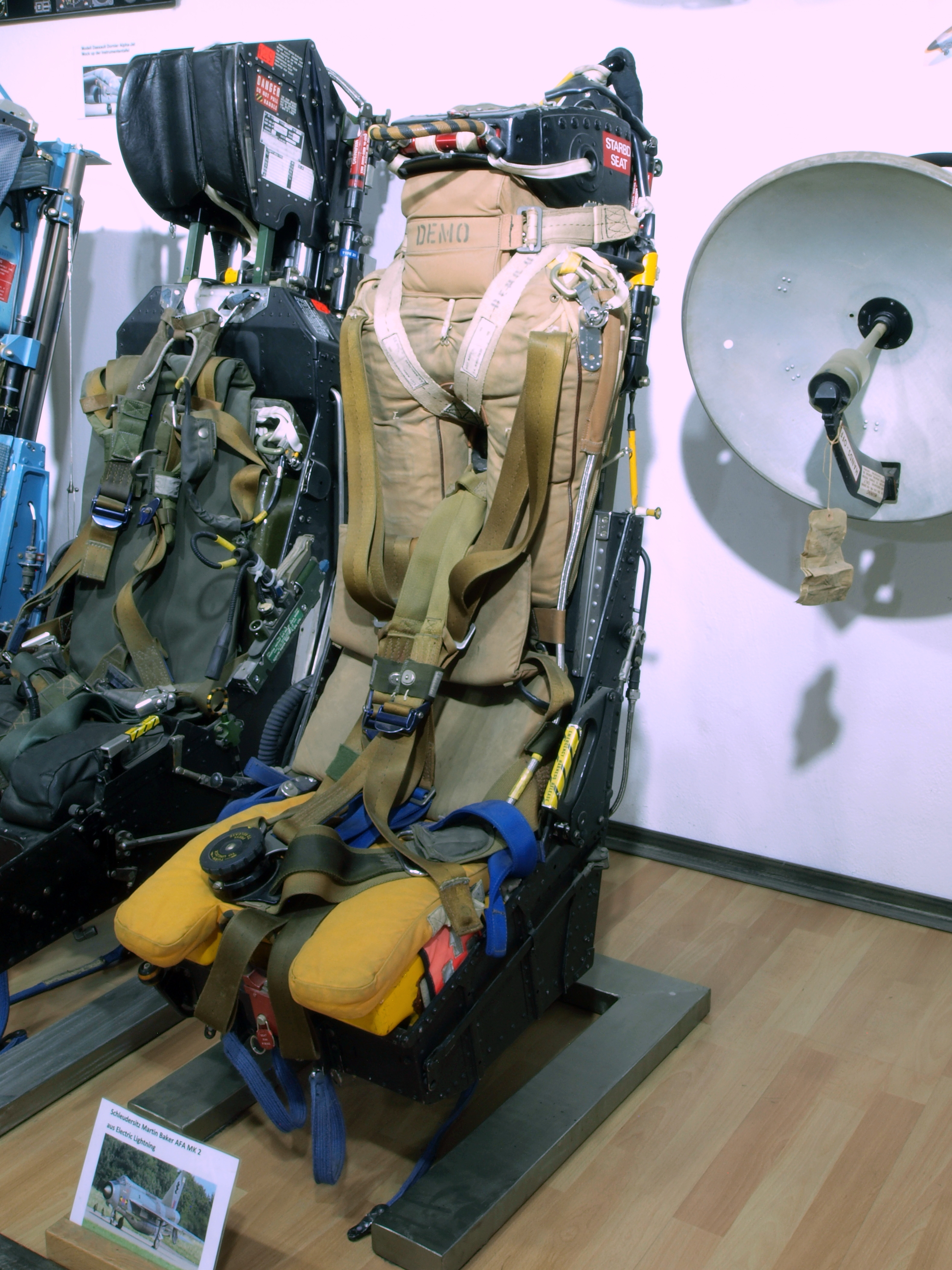
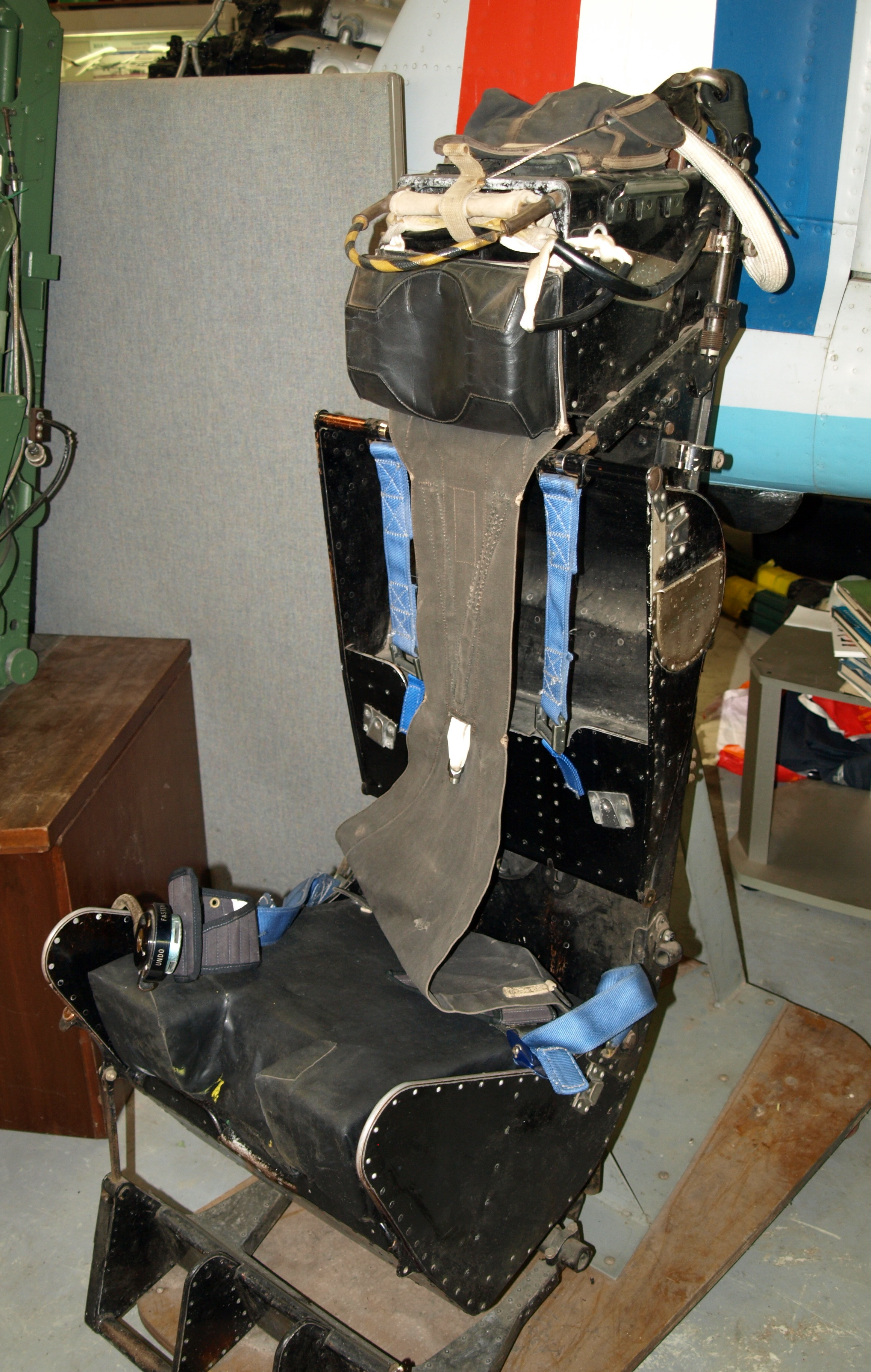
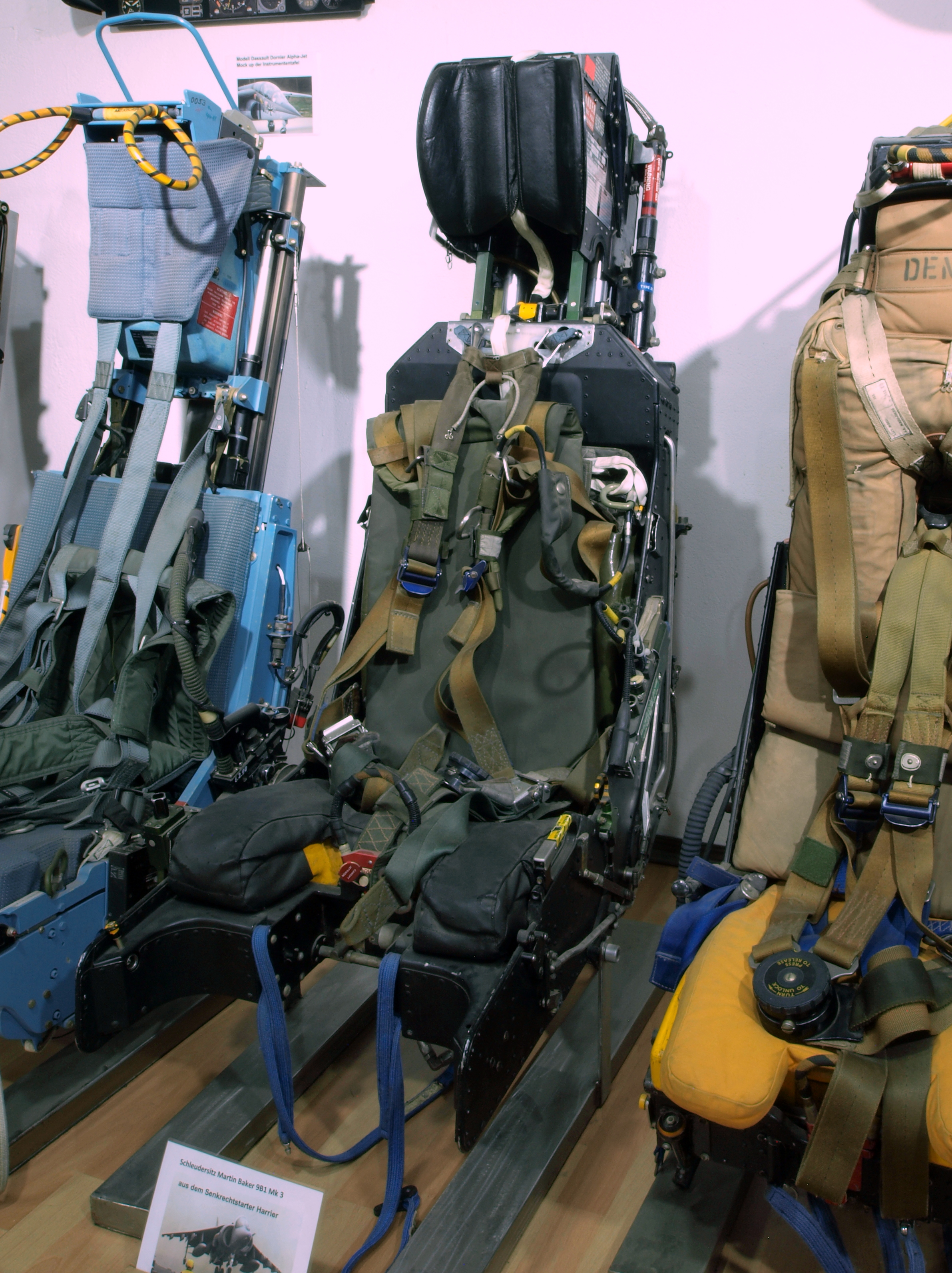
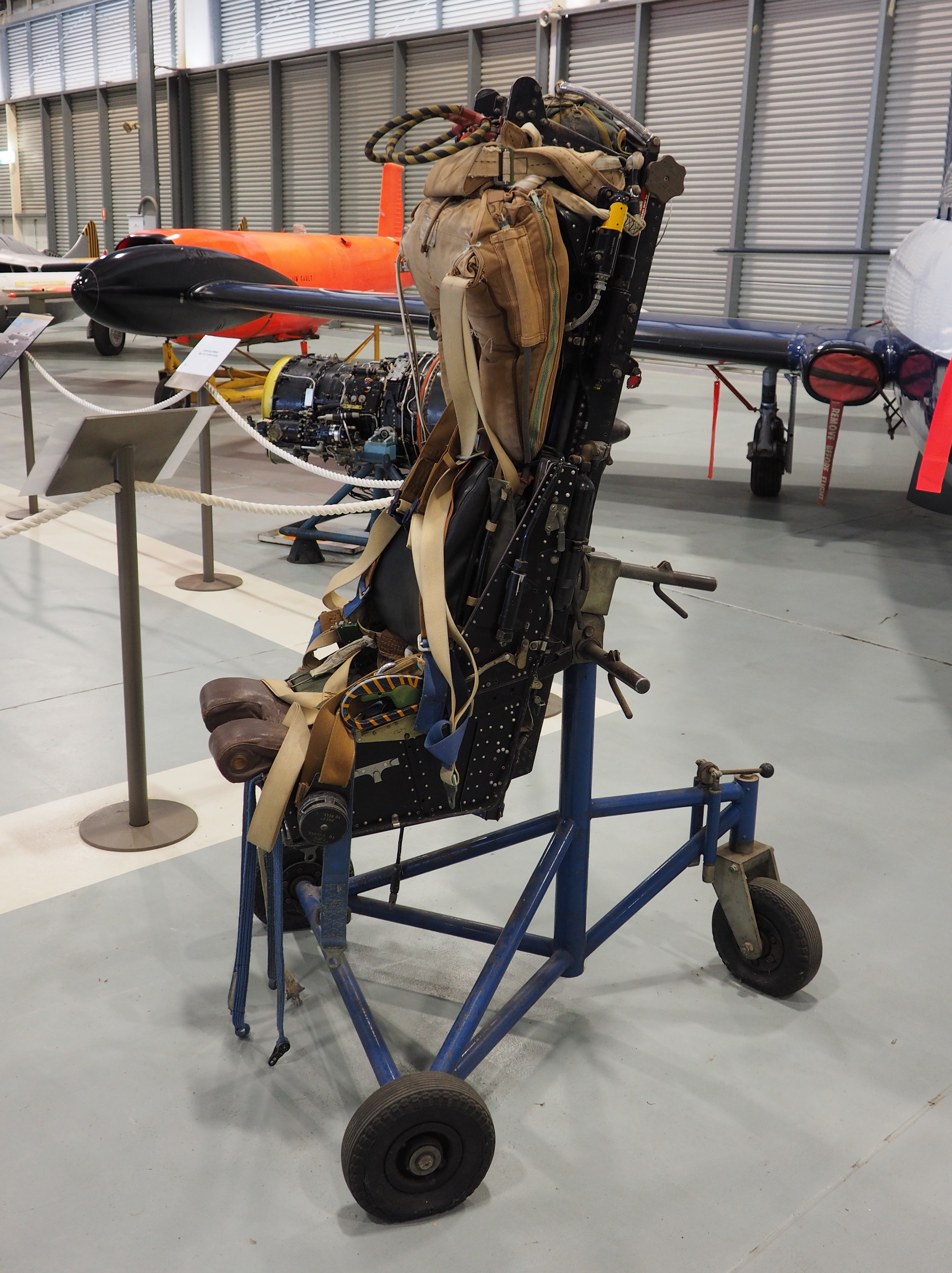
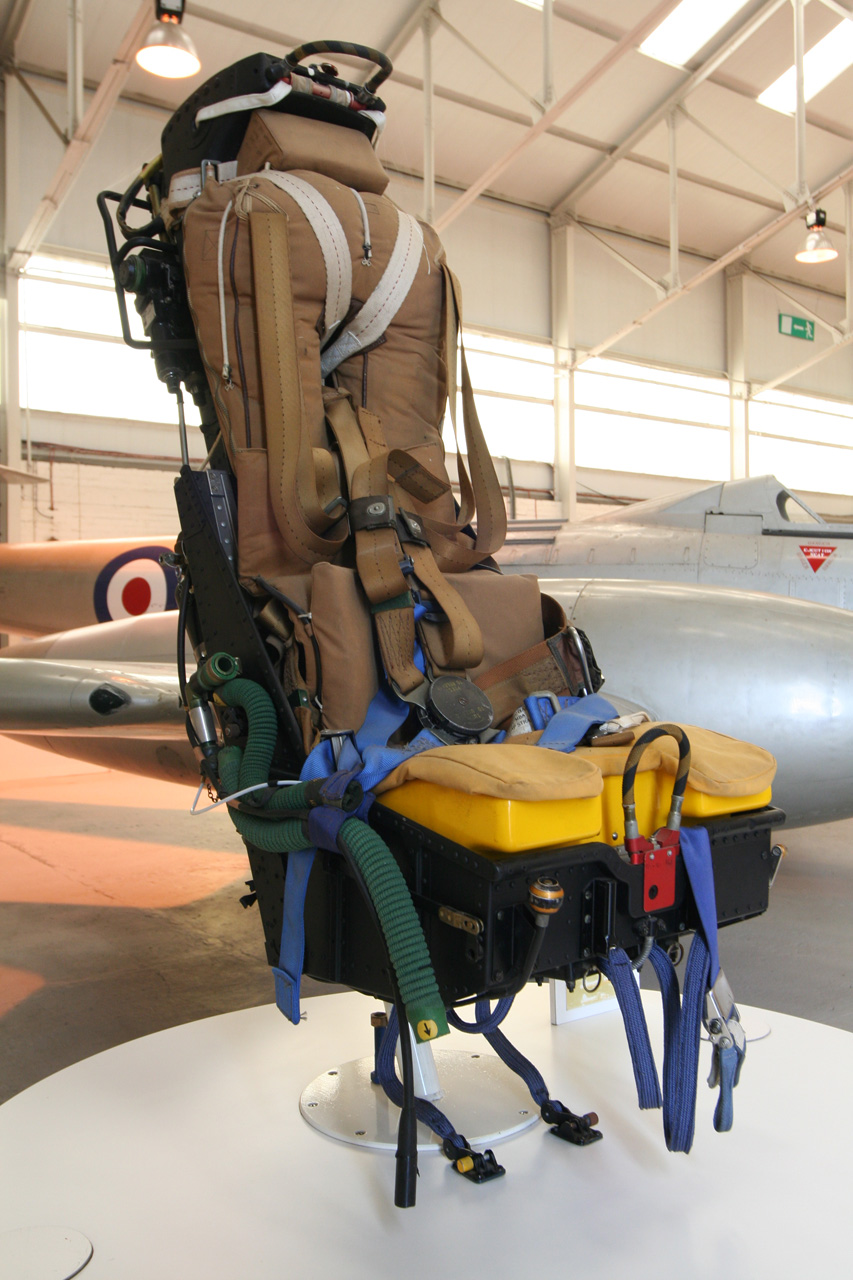
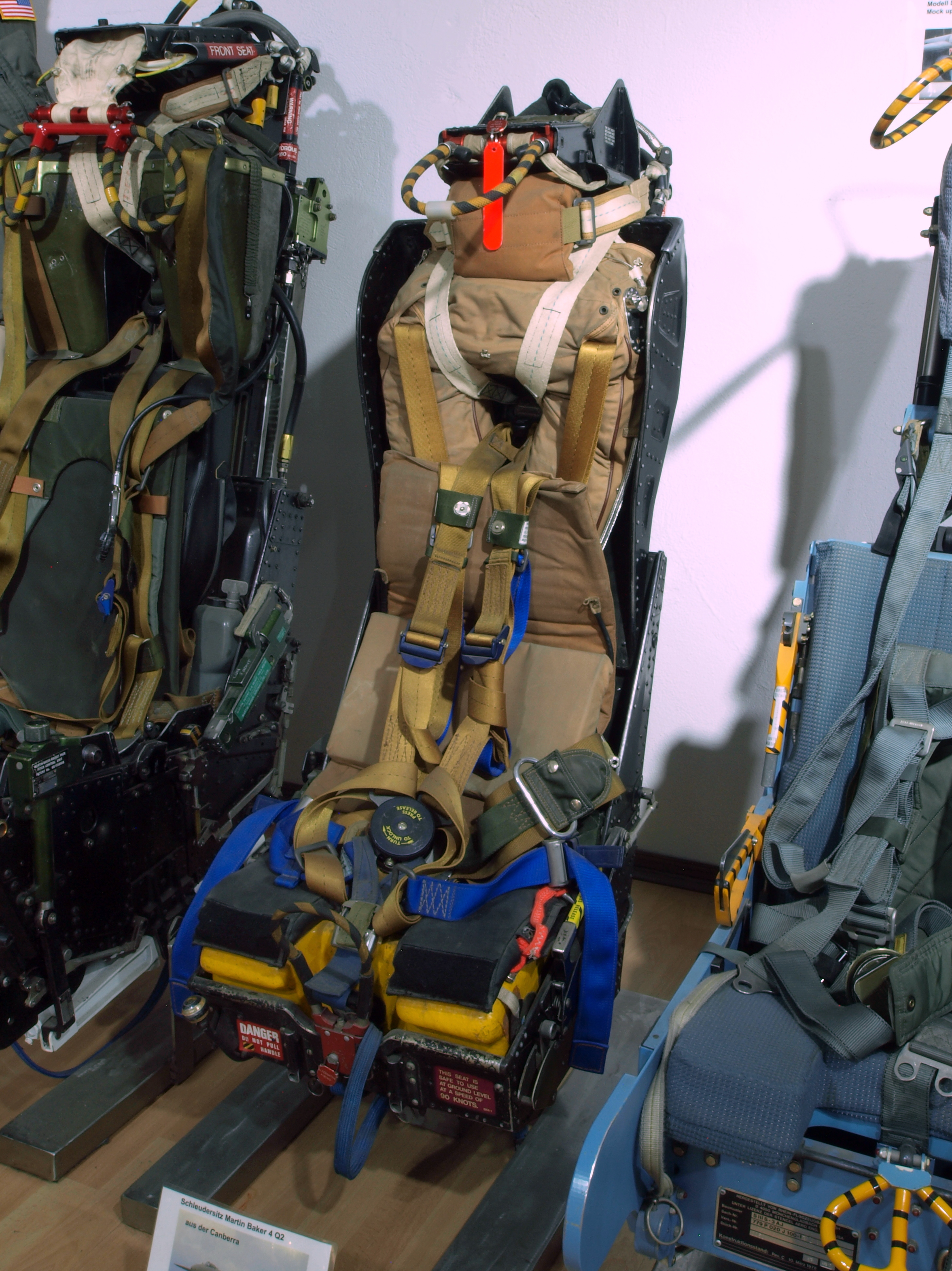
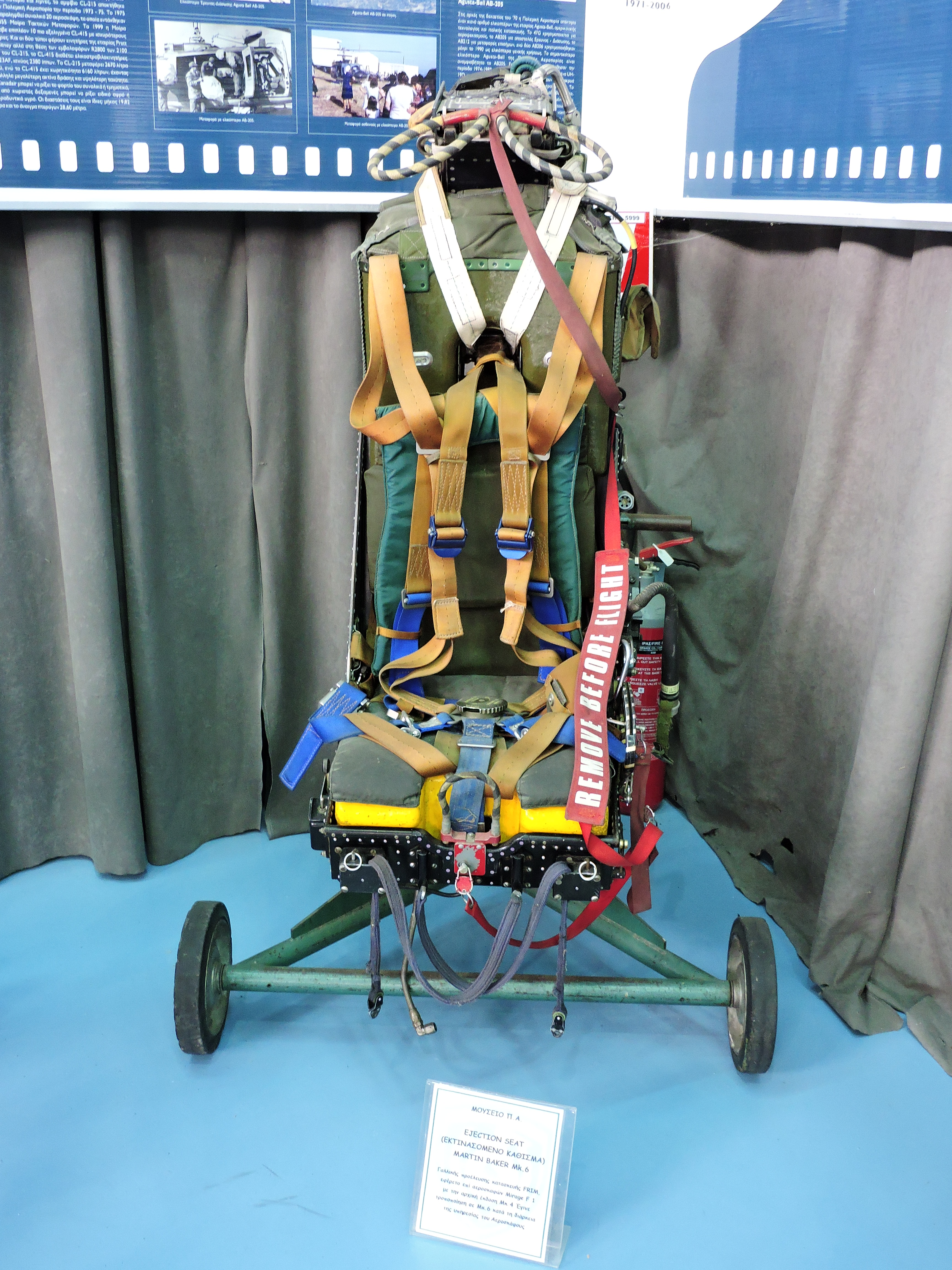
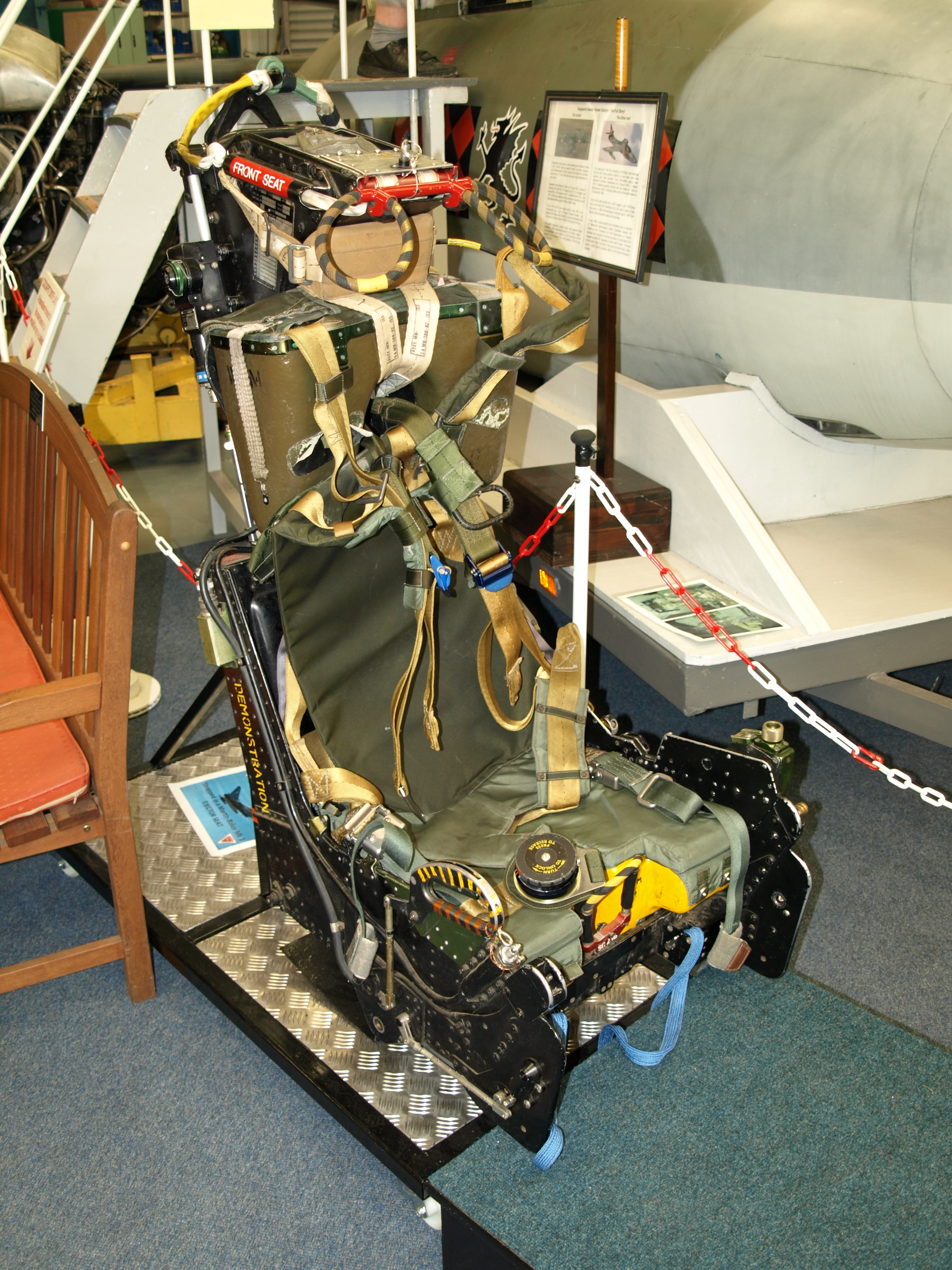
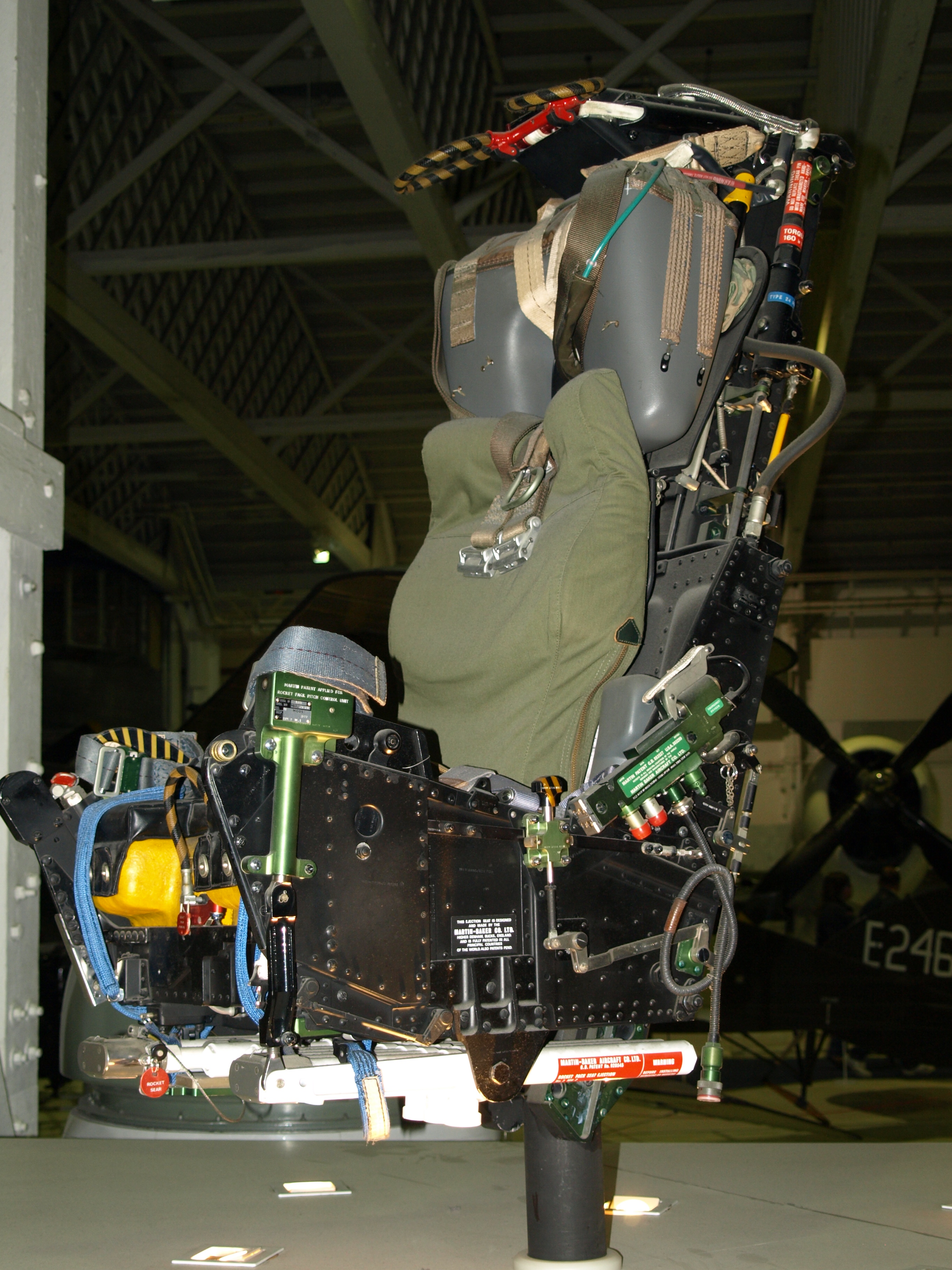
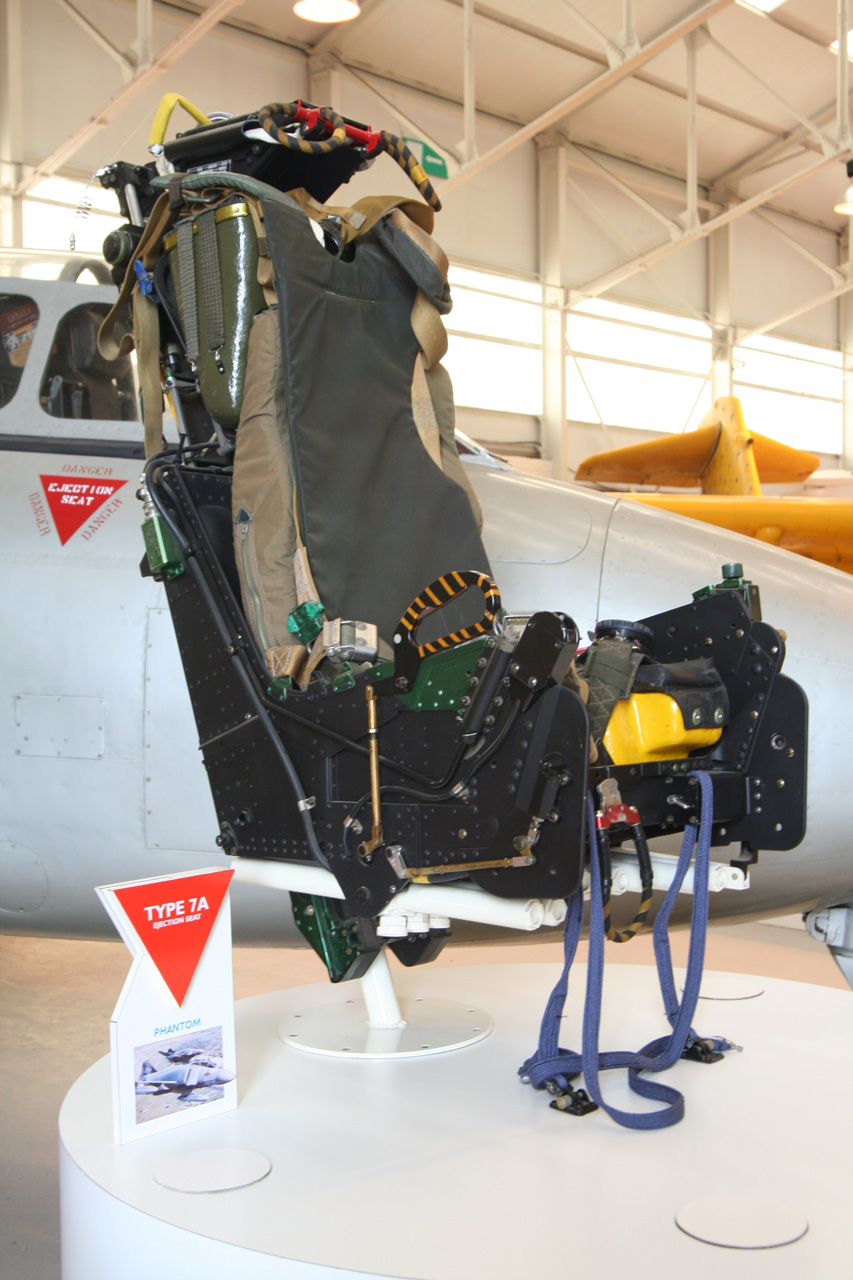
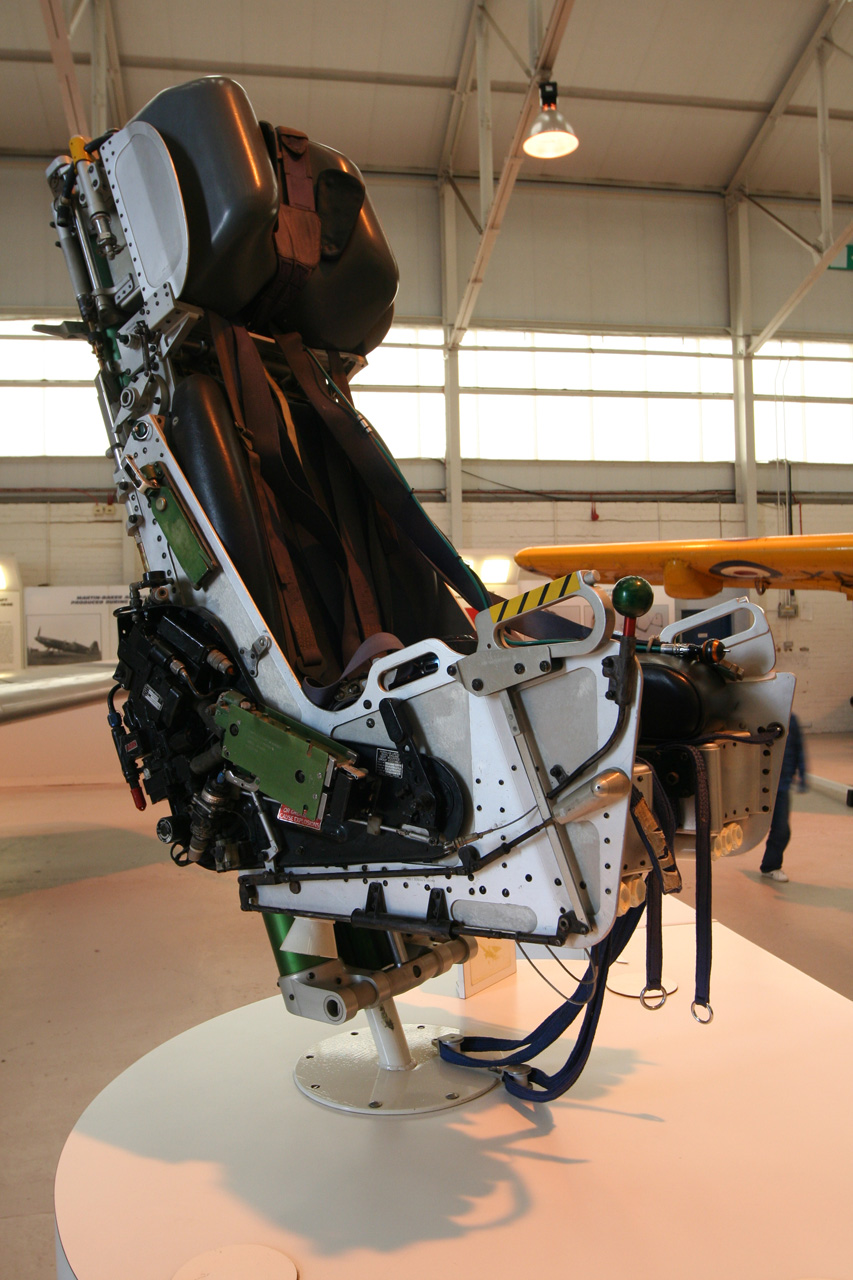
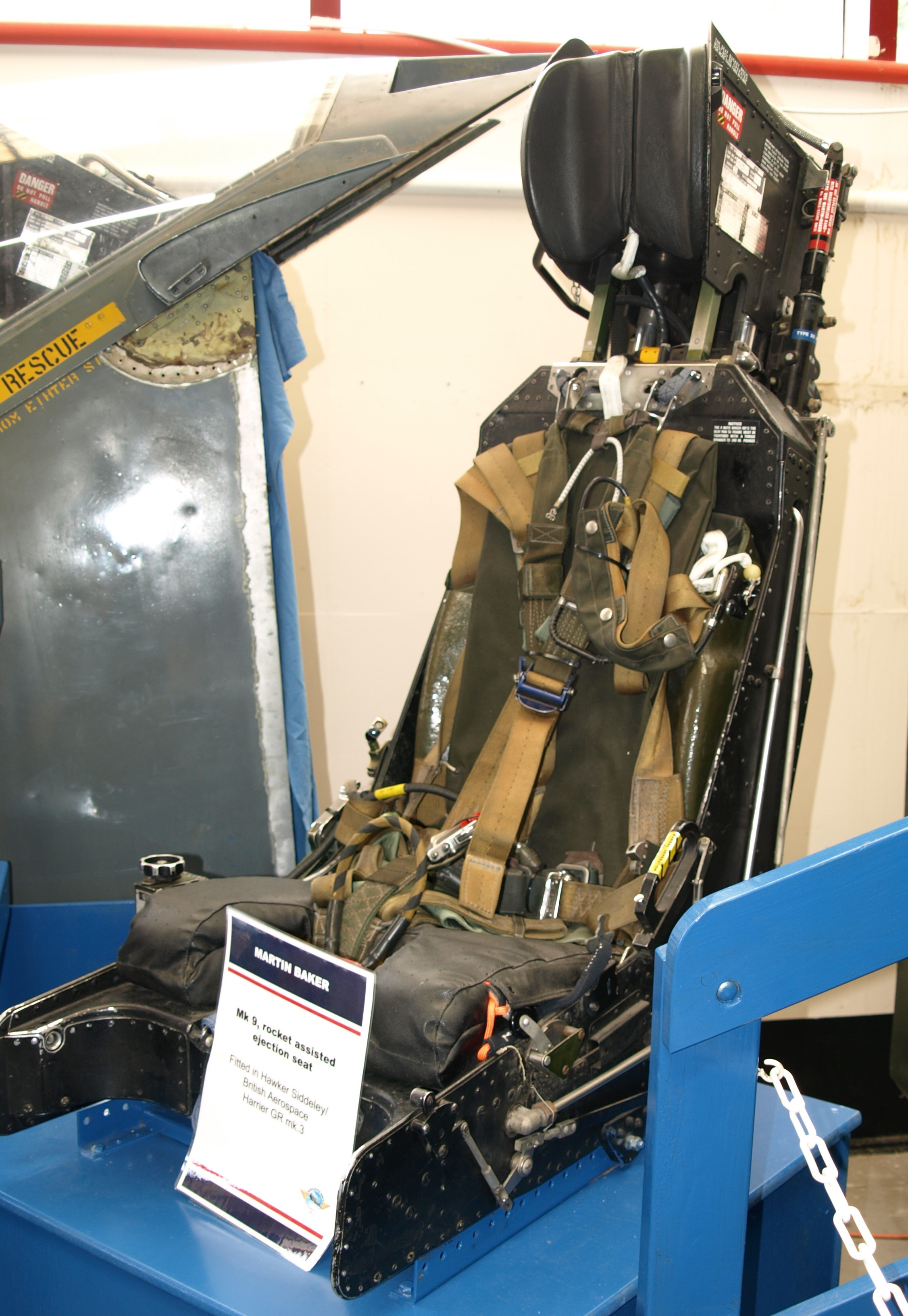
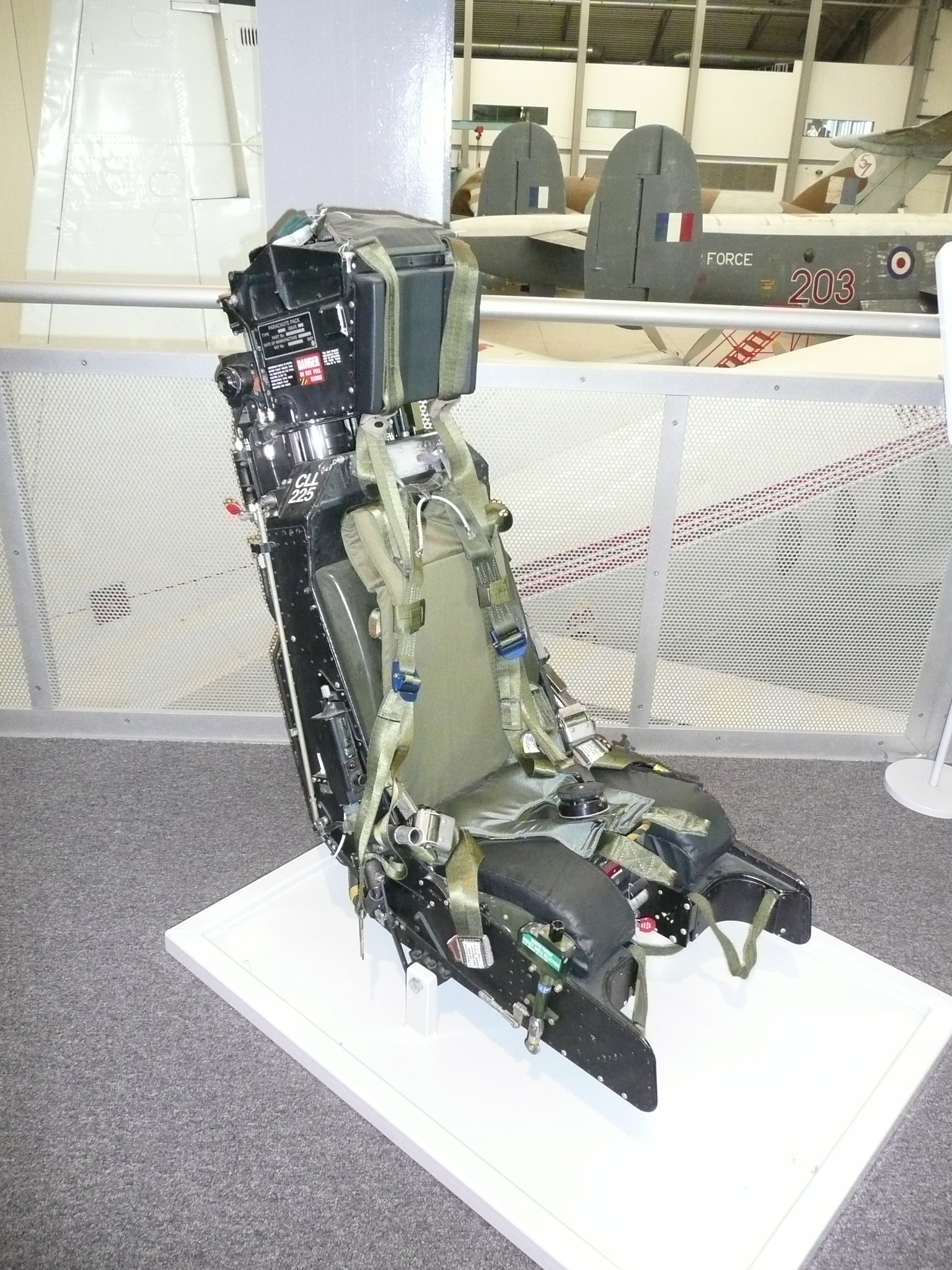
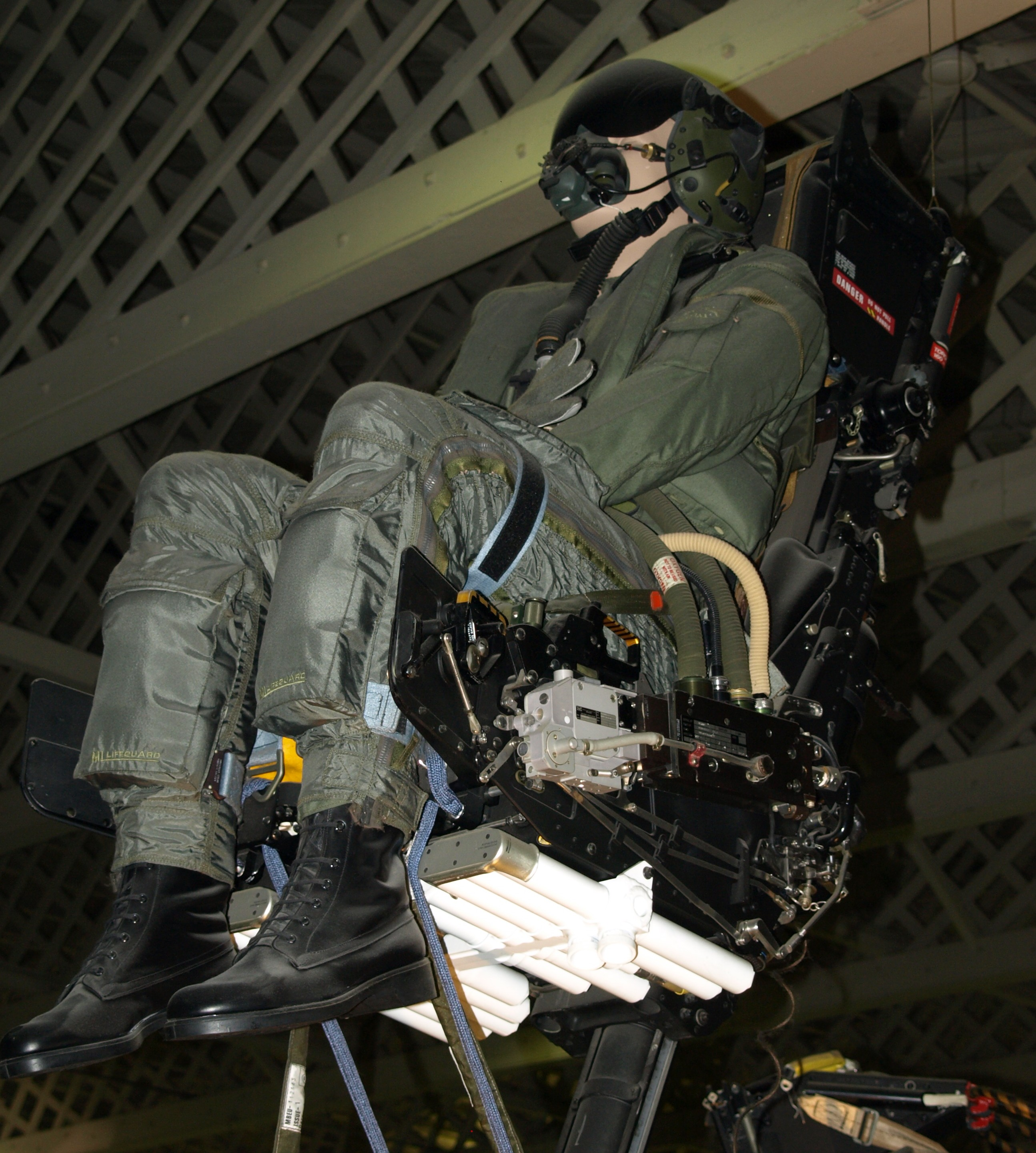
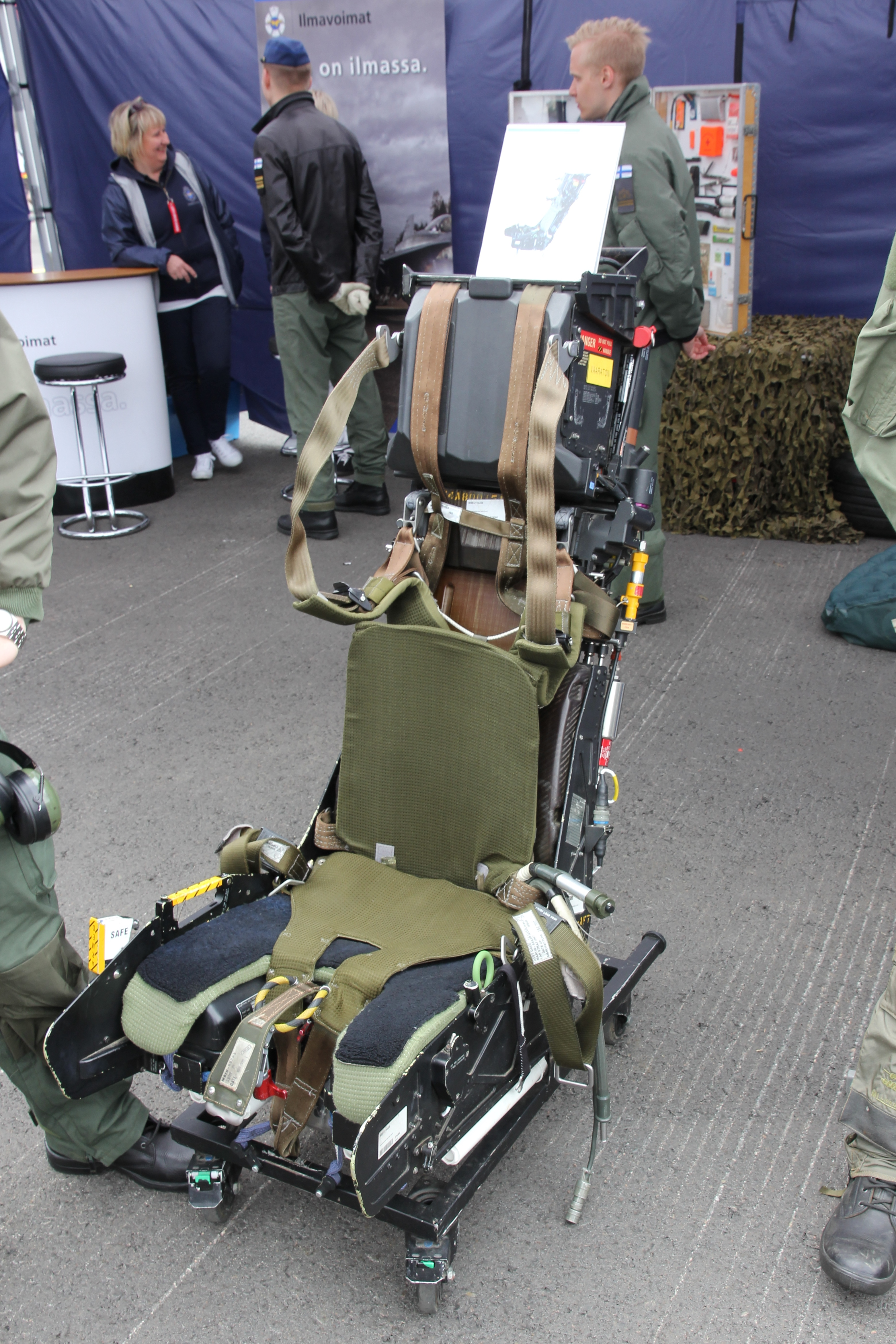

## Результативность

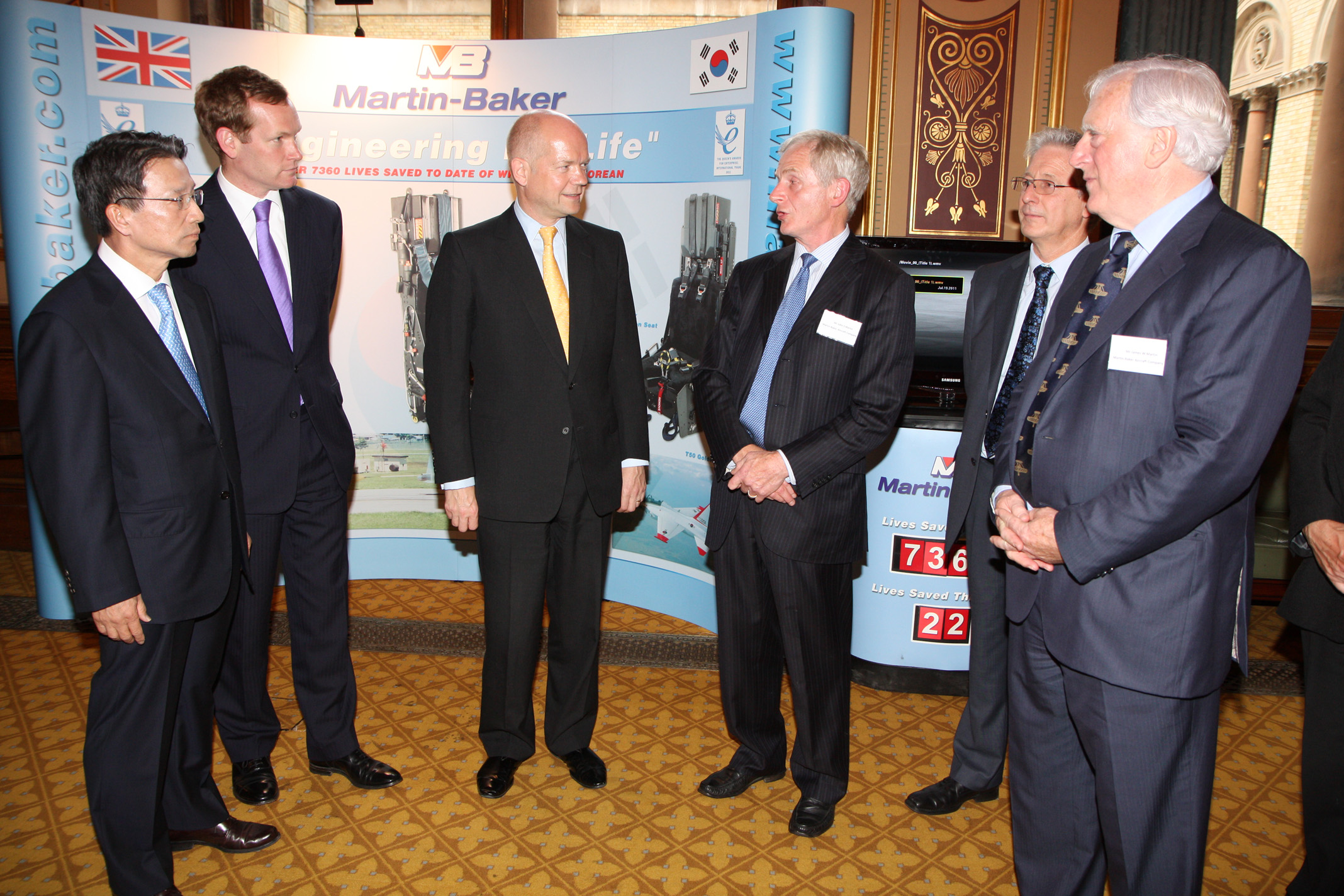
Члены британского правительства у стенда «Мартин-Бейкер» на выставке авиационной техники и вооружения в здании Форин-офиса в Лондоне

По некоторым подсчётам, начиная с испытания Бернардом Линчем первого прототипа катапультного кресла 24 января 1946 года креслами «Мартин-Бейкер» было спасено более семи тысяч жизней.
Кресла «Мартин-Бейкер» были сертифицированы Управлением вооружения ВМС и закупались серийно для самолётов палубной авиации (США стали главным заказчиком продукции компании). Начальник управления контр-адмирал К. С. Мастерсон в ответ на вопрос, почему такие же кресла не закупаются в США, заявил, что «Мартин-Бейкер» делает самые лучшие в мире катапультируемые кресла (безотказные в эксплуатации и взаимозаменяемые для всего авиапарка самолётов), которые не могут быть воспроизведены национальными производителями. Кресла «Мартин-Бейкер» спасали в среднем около ста американских пилотов в год (±) или 5⁄6 от общего числа катапультировавшихся (потери погибшими при неудачном катапультировании приходились в основном на кресла американского производства, которые не обеспечивали необходимой высоты подъёма для нормального срабатывания аварийно-спасательного парашюта, невыход последнего также был причиной безвозвратных потерь).